# Надання автокефалії православній церкві України

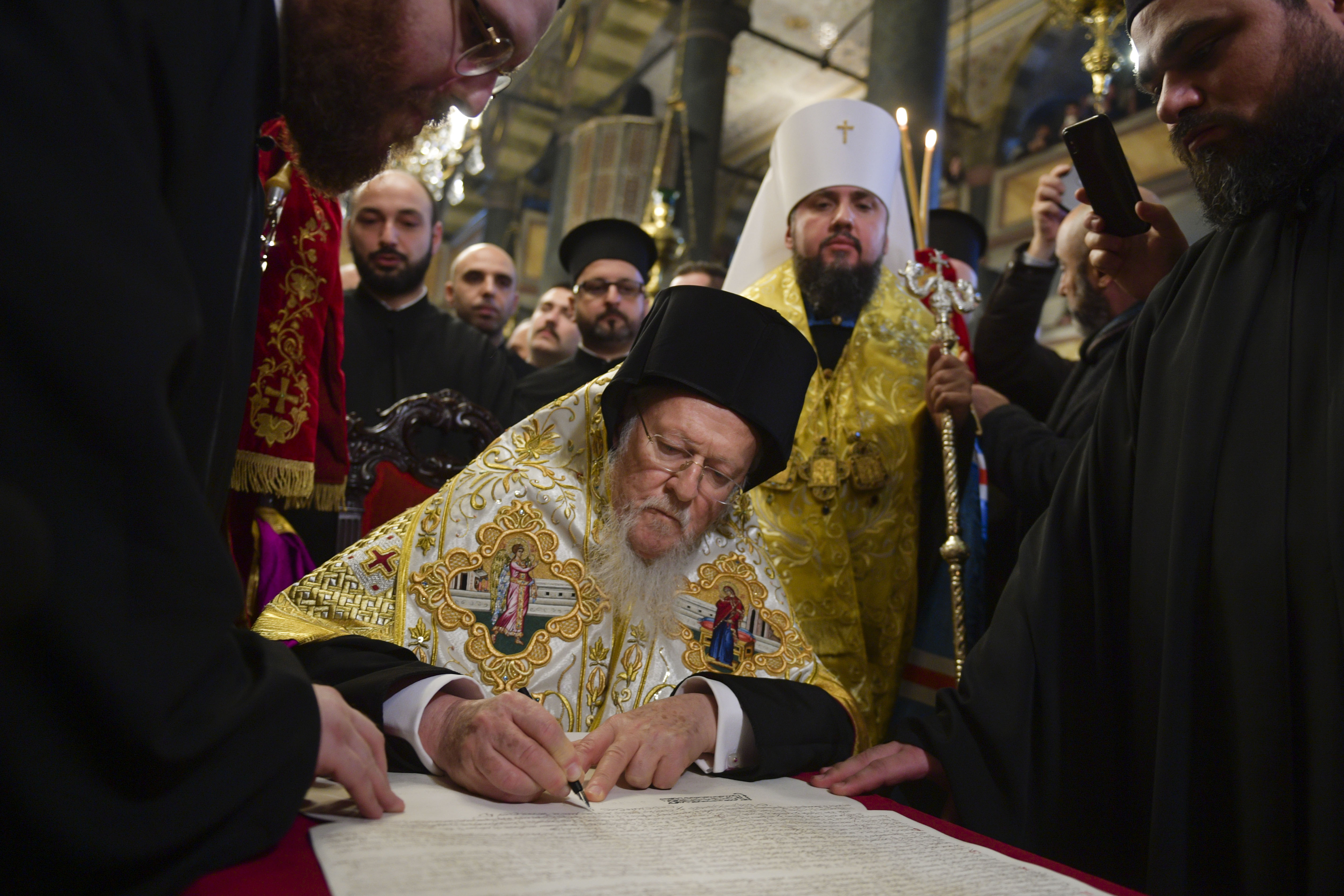
Вселенський Патріарх Варфоломій I підписує томос про автокефалію Православної церкви в Україні

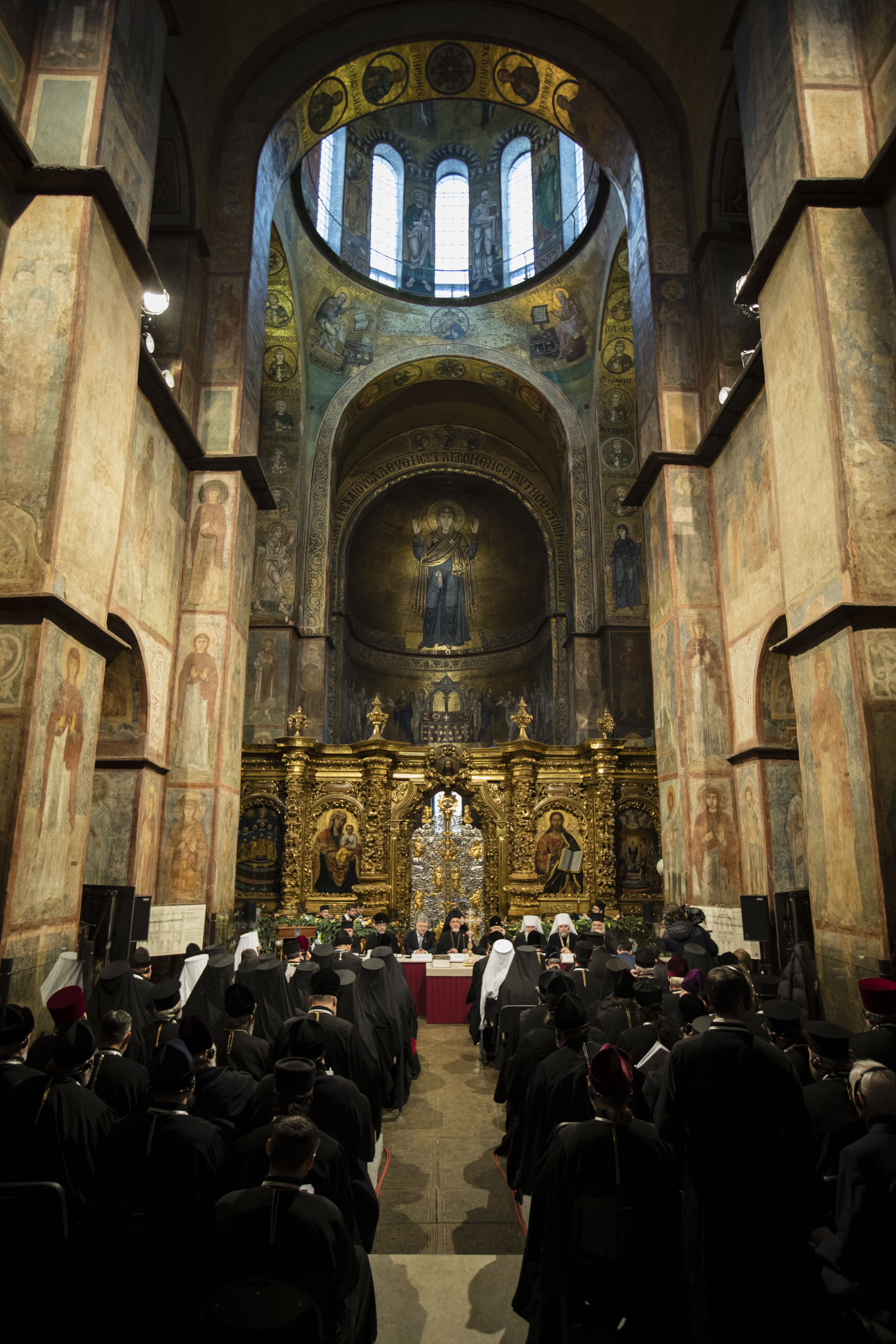
Об'єднавчий собор українських православних церков

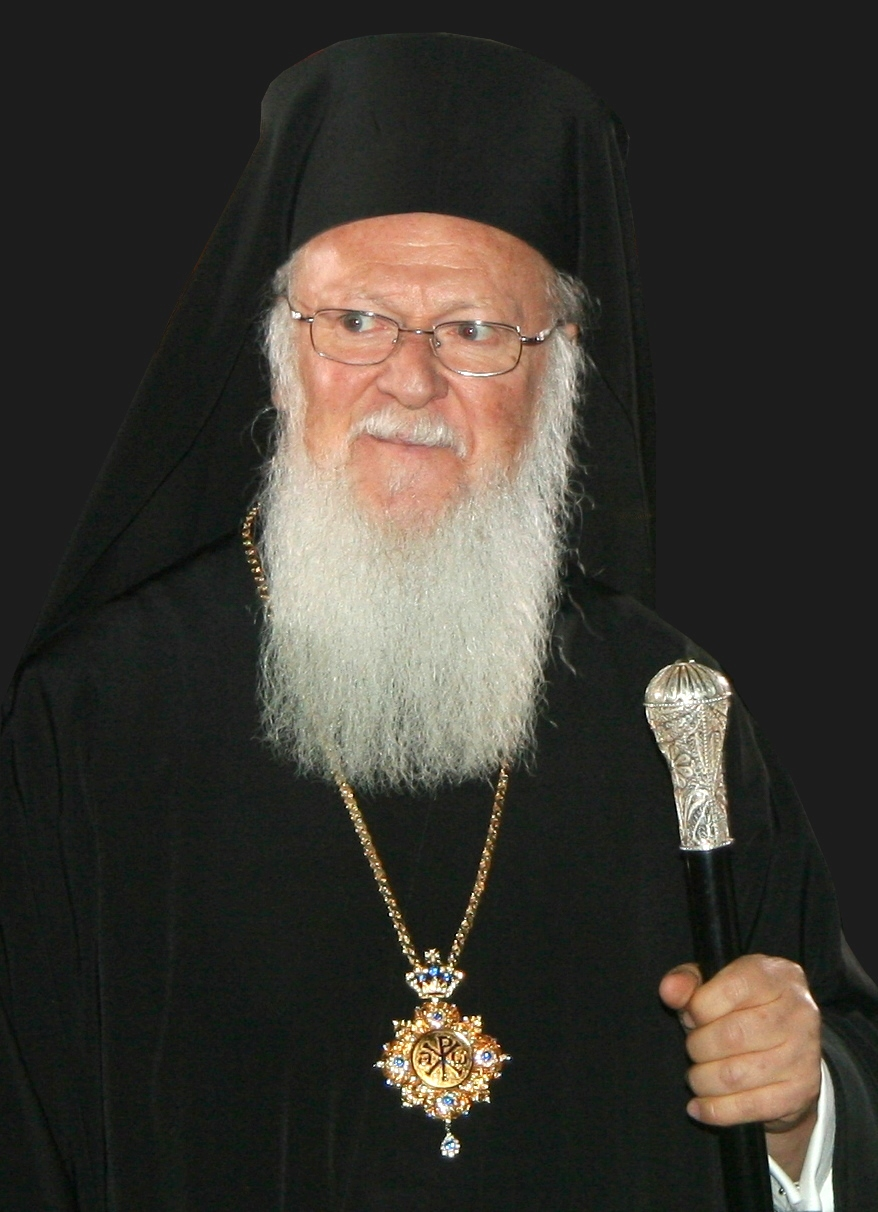
Святійший Вселенський Патріарх Варфоломій I

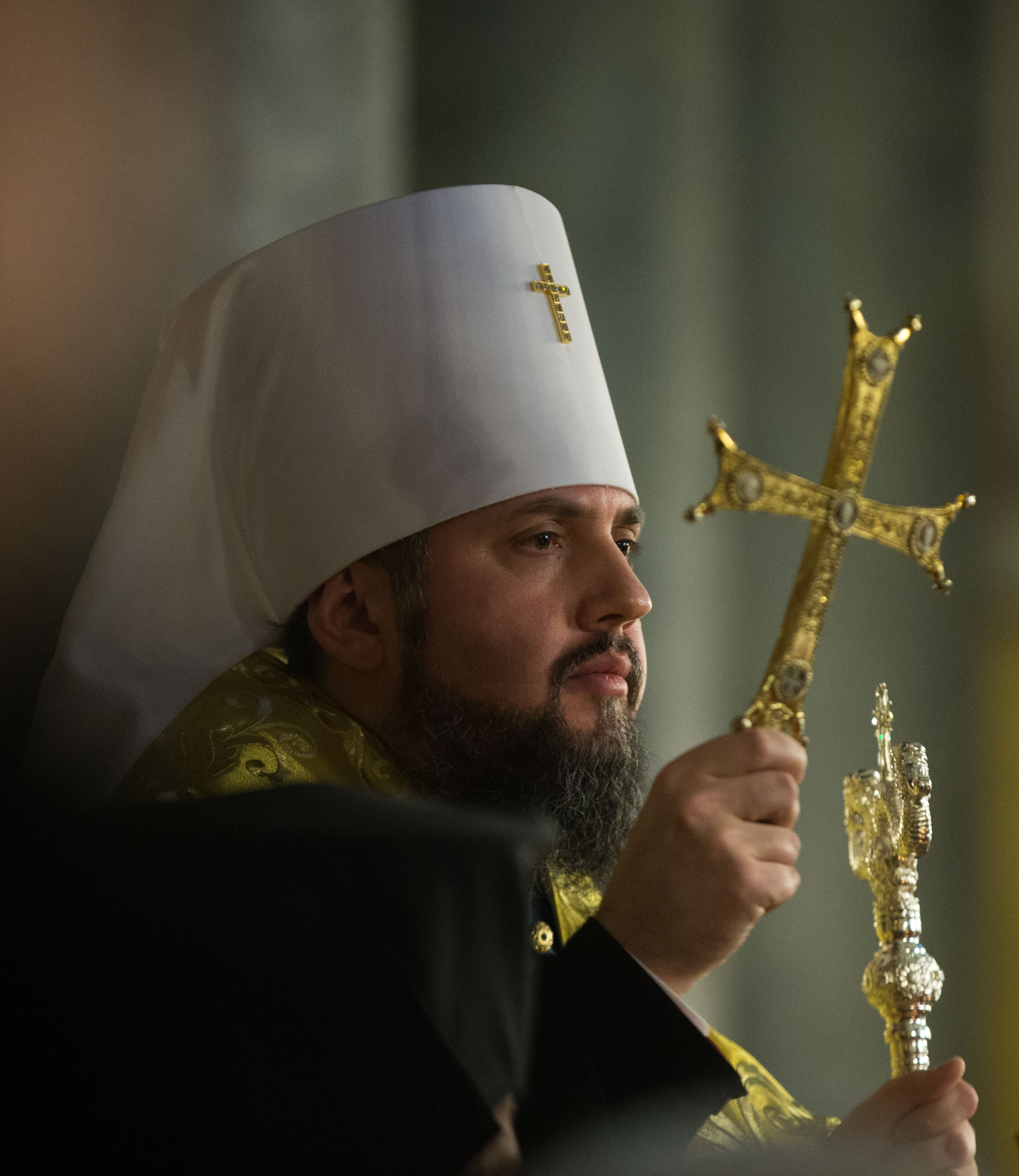
Митрополит Київський і всієї України Епіфаній

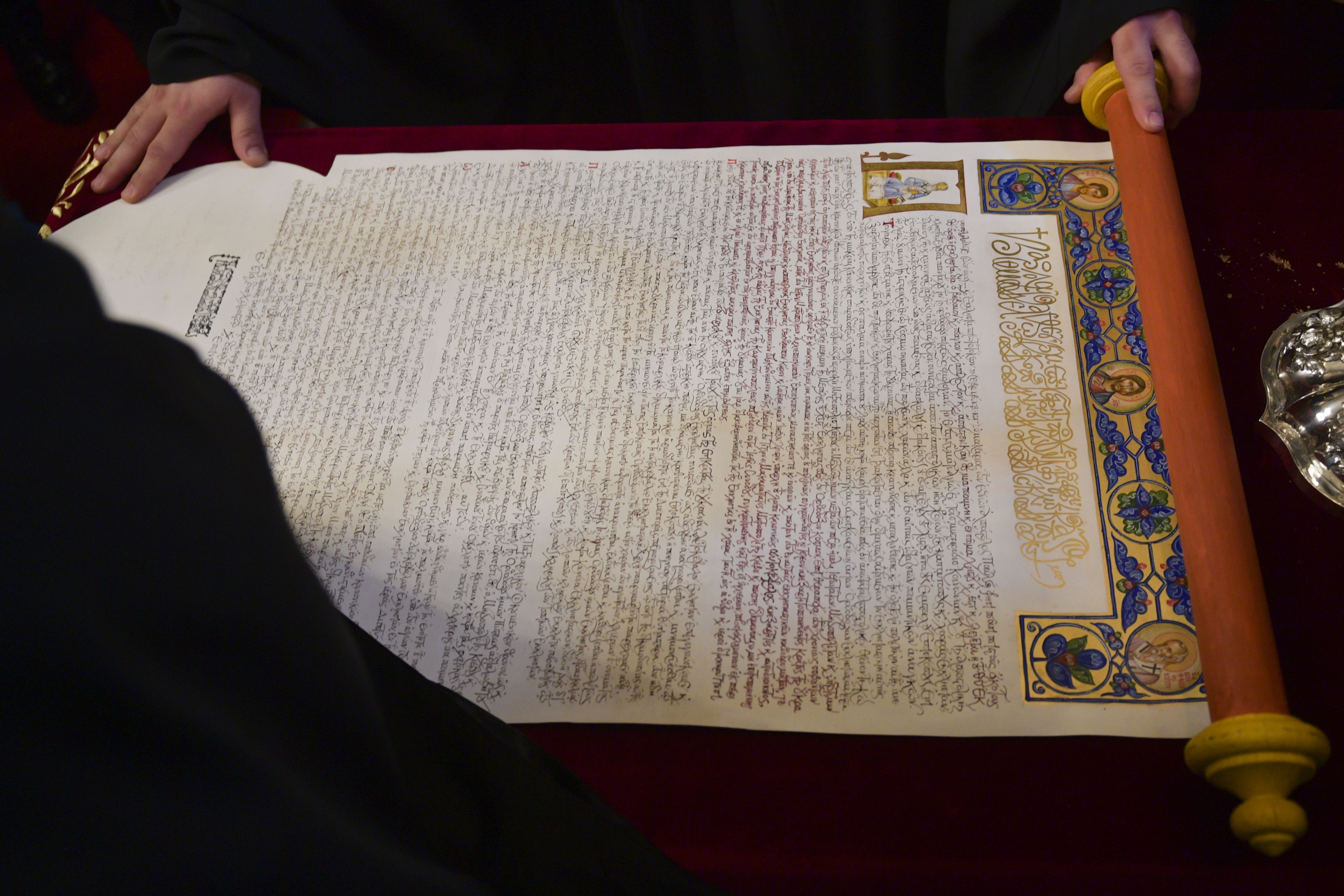
Томос про автокефалію православної церкви України

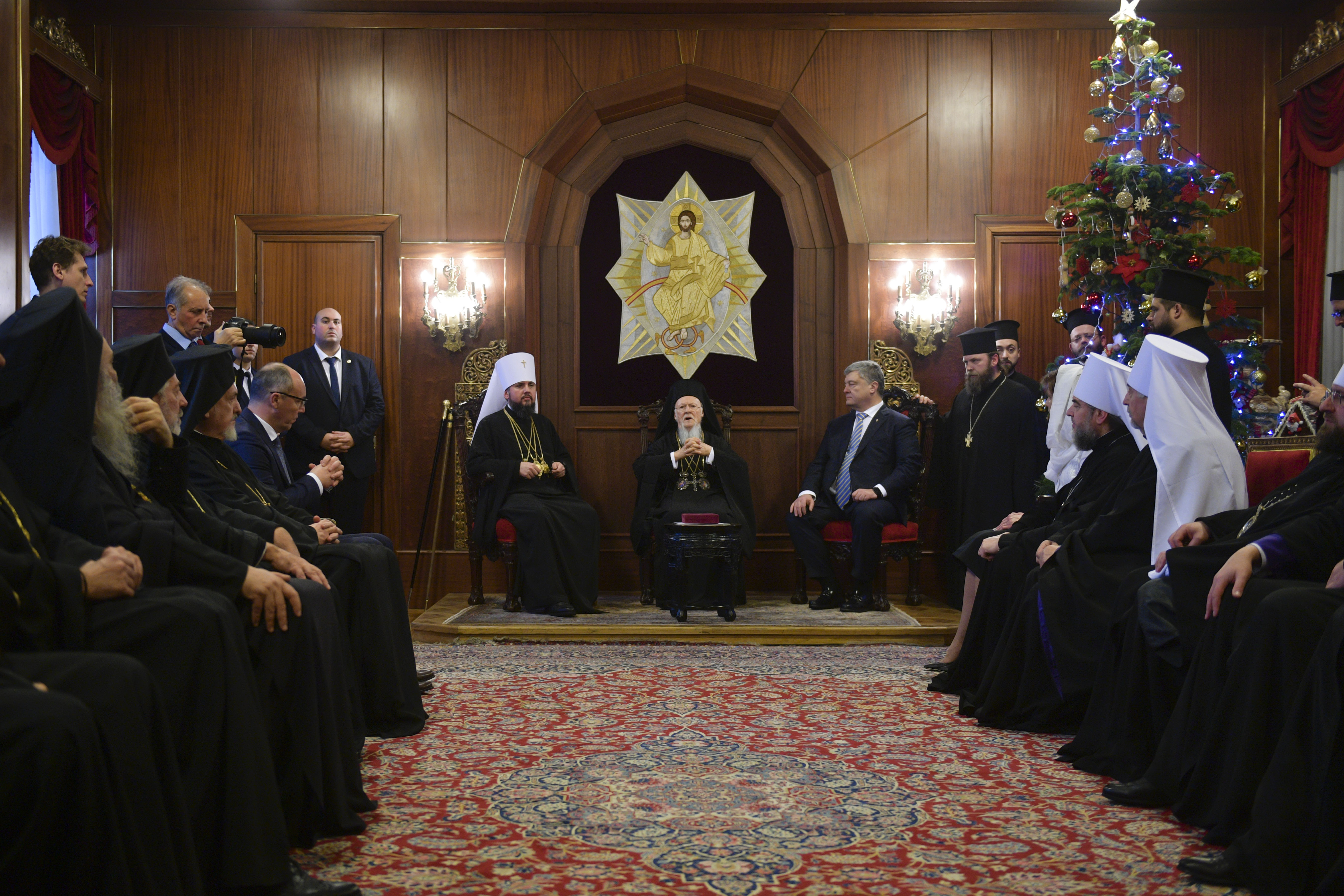
Митрополит Київський Епіфаній, Святійший Патріарх Варфоломій та Президент України Петро Порошенко в день підписання томосу про автокефалію

Надання автокефалії православній церкві України — дії церковної і світської влади в Україні  та материнської Константинопольської православної церкви, спрямовані на подолання наслідків поділу українського православ'я та створення автокефальної помісної Православної церкви України. Підсумком цього процесу стало отримання Київською митрополією Томосу про автокефалію, яке відбулося 6 січня 2019 року.
Константинопольський патріархат визнав порушення Російською ПЦ акту 1686 року який надавав Московському патріархові право хіротонії митрополита Київського при тій умові, що митрополит Київський має поминати за богослужінням першого патріарха Константинопольського, а потім Московського. На підставі порушення умов акту 1686 року та через анексію Київської митрополії Московським патріархатом, що є канонічною територією Константинопольського патріархату, останній скасував рішення акту 1686 року. Вселенський патріарх Варфоломій І сказав що "...Київська митрополія ніколи не була канонічно переданою Московському патріархату. Немає жодного офіційного документа, що підтверджує таке підпорядкування чи поступку з боку Константинопольської церкви." Крім того він постановив поновити «у своєму єпископському або священицькому сані» Філарета (Денисенка), Макарія (Малетича) та «їхніх послідовників, які опинилися у схизмі не з догматичних причин» та організував помісний об'єднавчий собор, що відбувся 15 грудня 2018 року. На ньому за участю ієрархів УПЦ КП, УАПЦ та двох єпископів УПЦ (МП) утворилася Православна церква України. Предстоятелем новоствореної церкви став митрополит Київський і всієї України Епіфаній (Думенко) (з точки зору Константинопольської православної церкви, єпископ Онуфрій (Березовський), предстоятель УПЦ (МП) канонічно втратив право носити цей титул.).
Після Об'єднавчого собору здійснюється поминання митрополита Київського і всієї України блаженнішого Епіфанія під час богослужінь Вселенського патріархату, а Православна Церква України була занесена в Диптих. Відновилося євхаристійне спілкування православної церкви України із Константинопольською Православною Церквою. Також розпочався процес переходу до Православної церкви України церковних громад, які раніше визнавали єдність із Московським патріархатом та процес визнання ПЦУ іншими Помісними православними церквами.
Дії церковної та світської влади в Україні, а також Вселенського патріархату, викликали різку негативну реакцію Московського патріархату, який вважає Україну частиною своєї канонічної території та не визнає результатів Об'єднавчого собору 15 грудня 2018 року. Внаслідок опозиції Російської ПЦ рішенням Константинопольського патріархату утворилася Московсько-Константинопольська схизма.

## Передумови
Вселенський патріархат після хрещення князя Володимира та Київської держави у 988 році заснував Київську митрополію. До кінця XVII століття Київська митрополія, до якої входили території сучасних України, Білорусі, Литви та Польщі, перебувала в юрисдикції Вселенського патріархату. Київська митрополія канонічно належала до Вселенського патріархату, навіть й після створення Московського патріархату в 1589 році. Після захоплення українських земель в часи Руїни у 1685 році, московський патріарх Іоаким (1674—1690) самочинно вторгся до єпархії Київської митрополії, яка канонічно належала до Вселенського патріархату і обрав єпископа Гедеона митрополитом Київським.
Таким чином як каже патріарх Варфоломій І, «700-річний церковний устрій Київської митрополії, який діяв з 988 року, був змінений шляхом перевороту. Це відбувалося з порушенням священних і святих канонів на користь Московського патріархату і на шкоду Константинопольській церкві. Попри це, Київська митрополія ніколи не була канонічно переданою Московському патріархату. Немає жодного офіційного документа, що підтверджує таке підпорядкування чи поступку з боку Константинопольської церкви. Відомі листи Вселенського патріарха Діонісія IV лише давали канонічний дозвіл Московському патріарху призначати київського митрополита, який, водночас залишався підпорядкованим Константинопольському патріарху». Умовою передачі було обов'язкове поминання Київським митрополитом Патріарха Константинопольського, як свого першоієрарха. Пізніше це було викривлено РПЦ в інтерпретації, нібито цю митрополію було передано в управління Російській церкві. Документи, опубліковані Константинопольським патріархатом у 2018 році, свідчать що Київська митрополія, на основі якої виникла Українська церква, в канонічну територію Московського патріархату ніколи не передавалася.
Публікаторами ряду джерел, котрі лягли в основу документальної публікації КПЦ, стали опозиційні до Кремля та РПЦ історики та релігійні дисиденти: Ченцова Віра Георгіївна, та Вєтошніков Костянтин Ігорович. З віднайдених та оприлюднених ними джерел виходить, що було лише дозволено поставлення київського митрополита у Москві за дозволом константинопольського патріарха (Vetochnikov K. Le titre officiel des métropolites russes au moyen âge // Le patriarcat Œcuménique de Constantinople et Byzance hors frontières (1204–1586): Actes de la table ronde organisée dans les cadre du XXIIe Congrès international des études byzantines, Sofia, 22–27 août 2011 / Éd. M-H. Blanchet, M.-H.Congourdeau, D. I. Mureşan. Paris, 2014 P. 273-308; Vetochnikov K. La «concession» de la métropole de Kiev au patriarche de Moscou en 1686: Analyse canonique // 23rd International Congress of Byzantine Studies, 22–27 August, 2016 Round table «Les frontières et les limites du Patriarcat de Constantinople». Abstracts. Belgrade, 2016 P. 37–41.).
Зокрема, Вєтошніков довів, що патріарху Московському не було надано жодного підпорядкування або зміни юрисдикції митрополії (що заборонено канонами), але було дано тільки дозвіл здійснювати хіротонію митрополита.  Це було зроблено тільки з пастирських міркувань і через політичну ситуацію в регіоні. Цей дозвіл було дано як довіреність, як екзарху (представнику), і тільки для адміністрування. Ймовірно, з цієї причини патріарх Діонісій після відходу з патріаршої кафедри називає патріарха Московського «екзархом»... Київська митрополія не повинна була бути інтегрована в адміністративну систему Російської Церкви. Незважаючи на те, що збереження канонічних прав Вселенського престолу щодо митрополії не сформульовано чітко, тексти не скасовують їх (Детальніше: «Передача» Київської митрополії Московському патріархату у 1686 році. Бібліотека журналу «Пам‘ятки України», – Серія "Народна бібліотека". 2018. №6; Вєтошніков К. "Передача" Київської митрополії Московському патріархатові у 1686 році: канонічний аналіз  // Юрисдикційний статус Київської православної митрополії у 1686 році: богослівʼя, канонічне право та культурно-історичний контексті / За заг. ред. О. Сагана. – К., 2019; Вєтошніков, К. У 1686 році не було передачі Київської митрополії Московському патріархату  // Україна. Пам'ять боротьби: збірка статей. - Львів, 2021. С. 55-137; Вєтошніков К. Чи насправді у 1686 році відбулася зміна юрисдикції Київської митрополії?  // Журнал "Церква і суспільство", 2024, № 1(3). С. 20).
Жодну з умов цієї передачі не було дотримано Російською Церквою: вибори митрополита перейшли в руки Російського Синоду, поминання Вселенського патріарха припинилося, і привілеї митрополита були скасовані, навіть сама митрополія перестала існувати як церковна одиниця
Також у документах КПЦ сказано що РПЦ не виконала умов акту 1686 року. «Через несприятливі історичні обставини Вселенський Патріархат стримався і промовчав про ці порушення і невиконання Московським Патріархатом умов Патріаршого і Синодального „Акту“ 1686 року, але він ніколи не забував чи ігнорував їх».
Серед українських науковкців. важливу роль у популяризації цих ідей Константинополя в Україні відіграли Саган Олександр Назарович та Смирнов Андрій Іванович.

### Українська революція
З початком української революції 1917 року у Києві була скликана Всеукраїнська Церковна Рада, яка ставила за мету створення Української автокефальної православної церкви. Головою ВПЦР був обраний архієпископ Олексій (Дородніцин). Він підтримував ідею апеляції до арбітражу Константинополя при врегулюванні питання статусу православної церкви в Україні. На початку 1918 року в Києві було скликано Всеукраїнський Церковний Собор, який виступив за створення незалежної від РПЦ української церкви. Однак, 19 січня робота Собору перервалася наступом більшовиків. 14-30 жовтня 1921 року в Києві відбувся Перший Всеукраїнський Церковний Собор, що підтвердив автокефалію УАПЦ. На цей час в Україні не залишилось жодного єпископа, який би був прихильником української церкви. Одночасно більшість священників та мирян підтримували дії Всеукраїнської церковної ради. Тому собор вирішив провести висвячення єпископів через рукоположення самих священників. Протягом 1930—1937 рр. все священство та активні вірні УАПЦ були заарештовані, заслані та розстріляні НКВС. Напередодні Другої світової війни були ліквідовані майже всі прояви УАПЦ в підрадянській Україні.

### Друга світова війна
У 1942 році єпископами Польської Православної Церкви на чолі з архієпископом Полікарпом Сікорським Українська Автокефальна Православна Церква була відновлена, але вже канонічно визнаними ієрархами. Після війни єпископат і частина духівництва виїхала за кордон, де УАПЦ продовжувала діяти (УАПЦ в Діаспорі, Українська православна церква США, Українська православна церква Канади).

### Доба незалежності

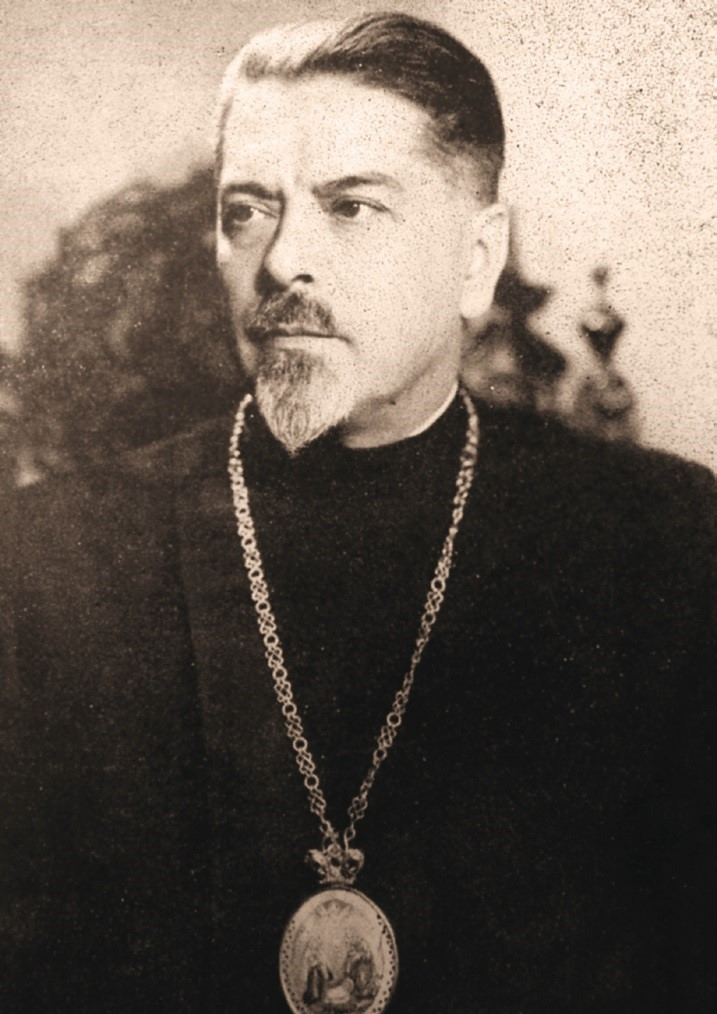
Архієпископ Мстислав (Скрипник). 1948 рік

15 лютого 1989 рок у Києві почав діяти ініціативний комітет із відновлення Української автокефальної православної церкви в Україні. 5-6 червня 1990 року в Києві відбувся Всеукраїнський православний собор за участю близько 700 делегатів з усієї України, серед них було 7 єпископів i понад 200 священників. Собор затвердив факт відновлення УАПЦ i обрав Патріархом Київським Мстислава (Скрипника).
27 жовтня 1990 року Архієрейський собор Російської православної церкви скасував український екзархат і заснував Українську православну церкву, яка стала «самокерованою частиною Російської Православної Церкви» з обмеженою самостійністю. Зокрема, рішення Помісного і Архієрейського Соборів РПЦ є обов'язковими для УПЦ МП. Суд Архієрейського Собору РПЦ є найвищим церковним судом для Української Православної Церкви.
Після проголошення Незалежності України Помісний Собор УПЦ 1-3 листопада 1991 р. звернувся до Патріарха Московського з питання повної автокефалії УПЦ. Звернення було підписане всіма делегатами Собору, в тому числі єпископом Чернівецьким і Буковинським Онуфрієм. Однак, звернення Собору УПЦ про автокефалію було проігнороване Архієрейським Собором РПЦ 1992 року та Помісним Собором 2009 року. Пізніше ієрархи РПЦ неодноразово виступала проти надання автокефалії УПЦ Архієрейський собор РПЦ 2000 року відхилив також прохання УПЦ-МП про «канонічну автономію», тобто занесення автономного статусу УПЦ-МП у диптихи, оскільки статус «самоуправної Церкви з широкою автономією» відсутній у православній інституційній практиці, а тому ніким не визнаний. Таким чином, єпископат РПЦ відмовив УПЦ-МП у статусі, аналогічному до статусу Японської, Синайської чи Фінляндської православних церков.
27-28 травня 1992 року за наказом Синоду РПЦ у Харкові за відсутності глави УПЦ митрополита Філарета був зібраний Архієрейський Собор Української православної церкви, який змістив з посади Філарета і обрав нового предстоятеля — Володимира (Сабодана), що був на той час митрополитом Ростовським і Новочеркаським (Росія). Митрополит Філарет не визнав цього рішення і разом з єпископом Яковом (Панчуком) утворив Українську православну церкву — Київський патріархат. У 1997 році Архієрейський Собор Російської православної церкви видав «Акт про відлучення від Церкви монаха Філарета (Денисенка)». Апеляцію митрополита Філарета щодо зняття «анафеми» Вселенський Патріархат розглянув і задовольнив у 2018 році і визнав її недійсною від початку накладення.
Українська православна церква Київського патріархату і Українська автокефальна православна церква, незважаючи на розбіжності у багатьох питаннях, постійно вели перемовини з Константинополем щодо автокефалії та офіційного визнання. Найближче до визнання була УПЦ КП у 2008 році, коли за сприяння президента Віктора Ющенка вона ледь не отримала визнання.

### Революція гідності
«Революція гідності» і подальша російська агресія проти України підсилили антиколоніальний та продемократичний характер українського автокефального руху. Більшість противників автокефалії української православної церкви були противниками Революції гідності. Також вони співпрацювали з окупантами, коли російські війська захопили Крим та східні регіони України — аж до того, щоб узяти участь у конфлікті зі зброєю в руках на російському боці. Багато українців і Митрополит Епіфаній вважають пропаганду проти автокефалії частиною російських прагнень зберегти Україну у своїй політичній орбіті, поряд із війною та загальною антиукраїнською пропагандою. У цьому контексті автокефалію дедалі активніше почали сприймати як життєво необхідний інструмент звільнення від імперського минулого «Руського міра» та забезпечення демократичного розвитку громадянського суспільства. Саме з огляду на ці міркування Константинопольський Патріархат вирішив піти назустріч прагненням значної частини українського суспільства і церковної громади та надати автокефалію тій частині українського Православ'я, яка цього буде бажати.
2015 року після смерті предстоятеля УАПЦ митрополита Мефодія, в Тернополі був оприлюднений його Духовний Заповіт, в якому наголошується на продовженні довголітнього курсу УАПЦ на встановлення співпричастя зі Вселенським Патріархатом та діалогу з єпископатом УПЦ Київського Патріархату та україноцентричною частиною єпископату УПЦ МП на чолі з митрополитом Олександром (Драбинком) про об'єднання в єдину помісну та канонічно визнану Вселенським Православ'ям Православну Церкву, але не приймати рішень щодо поєднання з іншими православними юрисдикціями в Україні без канонічного благословення Вселенського Патріарха Варфоломія. 4 червня 2015 року Помісним собором УАПЦ предстоятелем церкви був обраний митрополит Макарій, який продовжив діалог з Патріархом УПЦ КП Філаретом щодо об'єднання церков. Були проведені переговори, узгоджена дата об'єднавчного Собору УПЦ КП і УАПЦ. Проте Собор був скасований через розбіжності між церквами у принципах представництва для обрання делегатів.
Світська влада України також сприяла об'єднанню церков. Серед президентів України лише Віктор Янукович не просив автокефалії для УПЦ. Водночас, процес діалогу щодо об'єднання українських православних церков між українською владою і Вселенським патріархатом не припинявся ніколи. Президент Янукович двічі зустрічався із Патріархом Варфоломієм у Стамбулі та у Патріаршій резиденції на Афоні. На зустрічах було висловлено надію, що рішення майбутнього Всеправославного собору матимуть позитивні наслідки для української церкви.

## Канонічні підстави
У першому тисячолітті, рішенням Вселенських соборів були встановленні межі п'яти стародавніх патріархатів (Старий Рим, Новий Рим — Константинополь, Олександрія, Антіохія, Єрусалим) і Кіпрська церква. Протягом наступних років Вселенський патріархат, керуючись Священними канонами (включаючи 9-й, 17-й і 28-й канони IV Вселенського собору, 36-й Канон Трулльського собору і 1 Канон собору від 879/880 р., який був проведений в церкві Святої Софії в Константинополі), взяв на себе відповідальність за надання Томосу про автокефалію всім новоствореним церквам (в тому числі й Української церкви), перетворивши їх на автокефальні архієпископства чи патріархати, без обговорення чи співпраці в цьому питанні з іншими церквами. У випадку з Україною, Вселенський патріархат поступав так само як і з іншими церквами. «Ми використали ту ж практику, якої дотримувалися у визнанні всіх новостворених автокефальних церков.» — каже патріарх Варфоломій І.
Константинопольський патріархат вважає, що Україна є його канонічною територією, тому він має повне право надати православній Церкві в Україні незалежність. РПЦ, заперечуючи це право, заявляє, що Україна — канонічна територія РПЦ. «Томос, який проголошує Москву патріархатом, не відносить регіон сьогоднішньої Київської митрополії до юрисдикції Москви… Неканонічні втручання у справи Києва, до яких час від часу вдавалася Москва, і терпимість з боку Вселенського патріархату в попередні роки не виправдовують жодне церковне порушення» — заявив Константинопольський патріарх.
Вселенський Патріархат керуючись минулим історичним досвідом і канонами православної церкви, враховуючи політичну ситуацію в Україні має право надати Томос про автокефалію своїй Київській митрополії як і іншим церквам. Це право надавати автокефалію було ще раз підтверджено на Архієрейському соборі Константинопольської церкви у Стамбулі 2 вересня 2018 року на якому виступив Вселенський Патріарх з довгою історичною доповіддю, в якій зазначав канонічні аспекти надання автокефалії.

## Перебіг подій

### Всеправославний собор
Напередодні Всеправославного собору 16 червня 2016 року Верховною Радою України була прийнята постанова № 1422-VIII «Про Звернення Верховної Ради України до Його Всесвятості Варфоломія, Архієпископа Константинополя і Нового Риму, Вселенського Патріарха щодо надання автокефалії Православній Церкві в Україні». В цьому зверненні ВРУ просила Вселенського Патріарха:
- визнати нечинним акт 1686 року як такий, що був ухвалений з порушенням священних канонів Православної Церкви;
- взяти участь у подоланні наслідків церковного поділу шляхом скликання під егідою Вселенського Патріархату Всеукраїнського об'єднавчого собору з метою вирішення всіх суперечливих питань та об'єднання Українського православ'я;
- видати Томос про автокефалію Православної Церкви в Україні.

Відповідне Звернення було підготовлено з метою подолання існуючого в Україні церковного розподілу та нормалізації канонічного статусу Православної Церкви в Україні. Одним із основних приводів до його підготовки стала збройна агресія Російської Федерації. Однак вказане питання під час проведення зазначеного Всеправославного собору, що відбувався 19—26 червня 2016 року на грецькому острові Крит, розглянуто не було.
В 2016 році річні загальні збори Світового конґресу українців ухвалили рішення і офіційне звернення до Вселенського святійшого патріарха щодо надання автокефалії українській православній церкві. Від того моменту почався активний діалог, президент Світового конгресу українців Євген Чолій кілька разів навідувався до Стамбула з офіційним візитом до Вселенського патріарха.
|                                                                                   | Євген Чолій представляв 20 мільйонів української діаспори, які проживають у 53 країнах. На додачу до звернення президента, Верховної Ради, уряду України, найголовніше, до звернення православних церков, таке звернення було подане від мирян, які представляють різні конфесії, різні церкви, але це було одноголосне звернення по цілому світу |
| — Директор представництва Світового конгресу українців в Україні Сергій Касьянчук | |

19 листопада 2016 Голова Верховної Ради України Андрій Парубій зустрічався із Всесвятійшим Патріархом Варфоломієм, який високо оцінив Звернення Верховної Ради до нього від 16 червня 2016 року. Це Парламентське звернення після тривалого часу дало поштовх до розгляду Вселенською Патріархією питання Автокефалії Православної Церкви в Україні.

### Візит Петра Порошенка до Стамбула
9 квітня 2018 року Президент України Петро Порошенко відбув до Стамбула, де зустрічався зі Вселенським патріархом Варфоломієм і з членами Святого і Священного Синоду.
17 квітня 2018 року Порошенко в Києві провів зустріч з головами фракцій у Верховній Раді України і закликав їх підтримати Звернення до Варфоломія І про надання українській церкві Томосу про автокефалію:
| Я, як Президент, прийняв рішення звернутися до Вселенського Патріарха з проханням щодо надання Томосу про Помісну Автокефальну Церкву. І просив би вас, шановні колеги, бо є речі, які нас точно всіх об'єднують, щоби Парламент підтримав це звернення і зробив це якомога швидше. |

### Зустріч предстоятелів православних Церков з президентом та передачі звернення про надання автокефалії

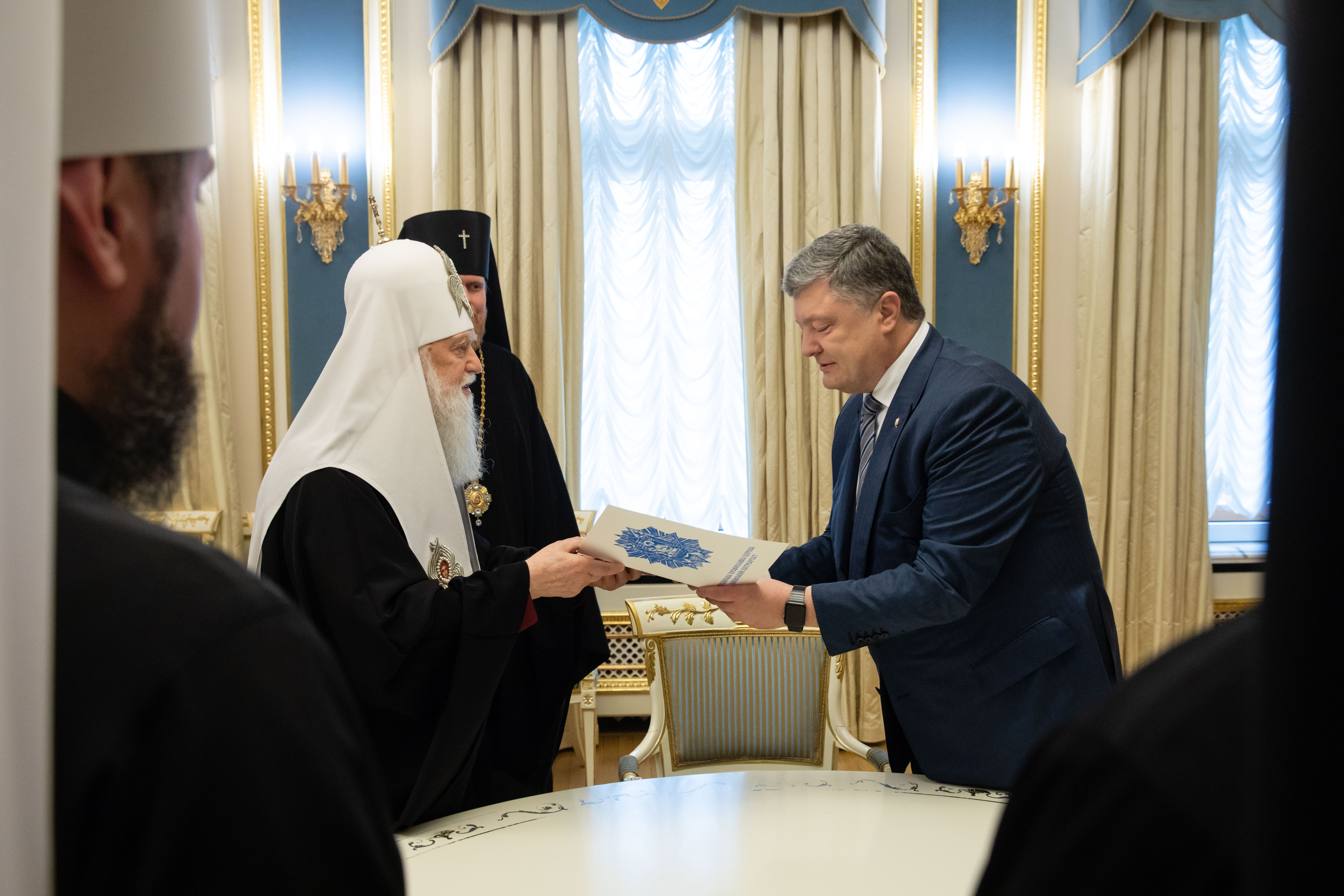
Вручення підписів патріархом Філаретом президенту України — Петру Порошенку.

18 квітня Порошенко зустрівся з митр. Макарієм, митр. Онуфрієм та патріархом Філаретом та офіційно передав підписи 40 архієреїв Київського патріархату, 12 архієреїв автокефальної церкви і близько 10 архієреїв Московського патріархату до Вселенського Патріарха про надання Томосу про автокефалію Української церкви
Початково очікувалося, що наступне засідання Синоду КПЦ відбудеться до 28 липня 2018 року, до 1030-ї річниці хрещення Русі-України, на день пам'яті великого князя Володимира.
19 квітня Верховна Рада України прийняла за № 2410-VIII постанову про підтримку звернення Президента України до Вселенського Патріарха Варфоломія про надання Томосу про автокефалію Православної Церкви в Україні. Того ж дня цю постанову підписав Голова Верховної Ради України.
20 квітня Тернопільська міська рада підтримала Звернення Президента України до Вселенського Патріарха Варфоломія про надання Томосу про автокефалію Православної Церкви в Україні.
20 квітня Заступник голови президентської адміністрації Ростислав Павленко вилетів до Стамбула для передачі Вселенському Патріарху Варфоломію звернення про надання Томосу про автокефалію Православної Церкви в Україні.
19-20 квітня 2018 року відбулося засідання Священного Синоду Вселенського Патріархату з приводу українського питання. За результатами Синоду 22 квітня опубліковано комюніке:
|  | Комюніке Святого і Священного Синоду Святий і Священний Синод під головуванням Його Всесвятості Вселенського Патріарха Варфоломія завершив своє чергове засідання, яке відбулося з четверга, 19 квітня, на п'ятницю, 20 квітня. Всі питання порядку денного були розглянуті та обговорені, та прийняті відповідні рішення. Відповідно до Божественних і Священних Канонів, а також вікового церковного порядку і Святого Передання, Вселенський Патріархат зацікавлений в збереженні всеправославної єдності та піклується про Православні Церкви у всьому світі, особливо українського православного народу, який отримав спасительну християнську віру і святе хрещення від Константинополя. Таким чином, як його істинна Церква-матір, він розглянув питання, що стосуються церковної ситуації в Україні, як це було зроблено на попередніх синодальних засіданнях, і, прийнявши від церковної і цивільної влад, які представляють мільйони українських православних християн, звернення, що прохає про надання автокефалії, вирішив тісно спілкуватися та узгодитися зі своїми сестринськими Православними Церквами щодо цього питання. Оригінальний текст (англ.) Communique of the Holy and Sacred Synod The Holy and Sacred Synod, under the chairmanship of His All-Holiness Ecumenical Patriarch Bartholomew, concluded its regular session, which took place between Thursday, April 19th, and Friday, April 20th. All the items on the agenda were reviewed and discussed and the appropriate decisions were made. In accordance with the Divine and Sacred Canons, as well as century-old ecclesiastical order and Holy Tradition, the Ecumenical Patriarchate concerns itself with the preservation of Pan-Orthodox unity and the care for the Orthodox Churches throughout the world—especially of the Ukrainian Orthodox Nation that has received the salvific Christian faith and holy baptism from Constantinople. Thus, as its true Mother Church, it examined matters pertaining to the ecclesiastical situation in Ukraine, as done in previous synodal sessions, and having received from ecclesiastical and civil authorities—representing millions of Ukrainian Orthodox Christians—a petition that requests the bestowal of autocephaly, decided to closely communicate and coordinate with its sister Orthodox Churches concerning this matter. At the Ecumenical Patriarchate, the 22nd of April, 2018. From the Chief Secretariat. |

22 квітня 2018 року Святий і Священний Синод Вселенського Патріархату прийняв до розгляду Звернення від Президента України Петра Порошенка до Вселенського Патріарха Варфоломія про надання Томосу про автокефалію Православній Церкві в Україні, Постанову Верховної Ради України на підтримку цього звернення, а також звернення ієрархів українських православних церков — УПЦ КП і УАПЦ. Також Синодом Вселенського Патріархату прийнято рішення про початок процедур, необхідних для надання автокефалії Православній Церкві в Україні.
26 квітня Чернівецька міська рада висловила підтримку Президенту України Петру Порошенку щодо його звернення до Вселенського патріарха Варфоломія щодо надання автокефалії Українській православній церкві.

26 квітня в Київській православній богословській академії УПЦ КП публічну лекцію «Роль держави в набутті Православною Церквою в Україні автокефального статусу» прочитав Ростислав Павленко — радник Президента України, заступник Глави Адміністрації Президента України, український політик, політолог, політтехнолог, викладач.

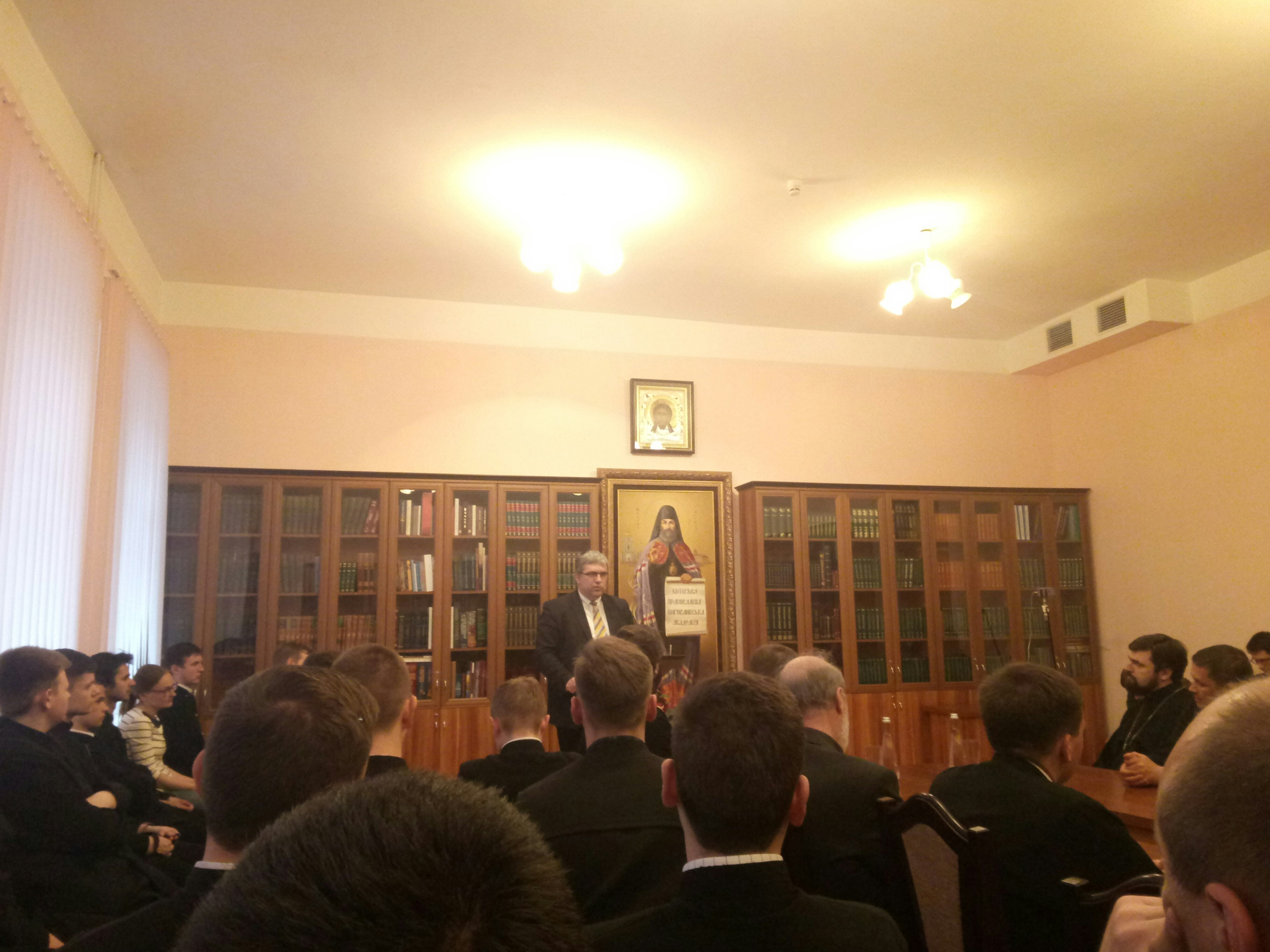
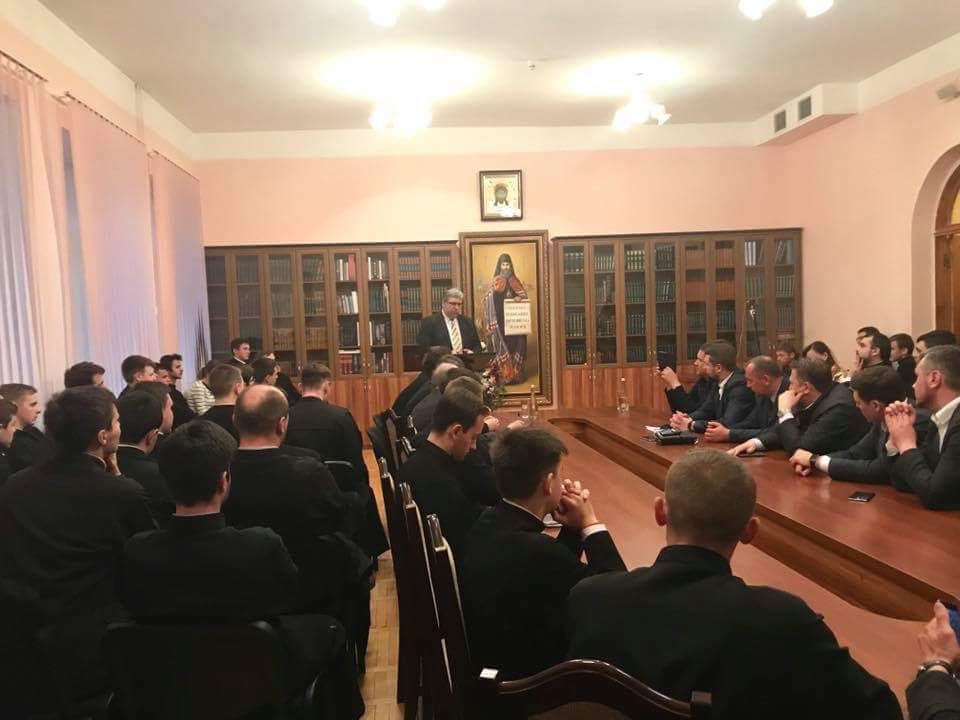
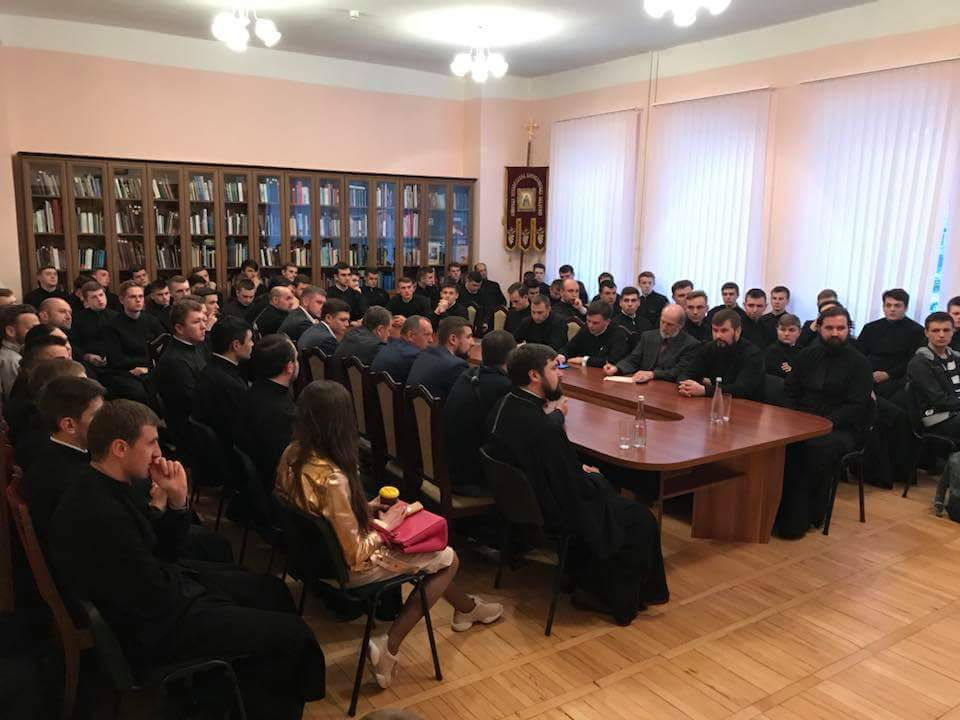

28 квітня УПЦ МП почала широку кампанію зі збору підписів своїх парафіян проти надання Томосу. Однак ця кампанія продемонструвала, що в середині УПЦ МП є різні погляди на об'єднання православних церков. Наприклад, Запорізька єпархія за один день зуміла зібрати понад 10 тис. підписів. Тоді як у Кам'янець-Подільській та частково у Київській єпархіях священнослужителі відмовляються заповнювати бланки під зверненням до Вселенського Патріарха. На Херсонщині священник однієї з парафій демонстративно спалив бланки зі зверненням до Константинопольської Патріархії.
29 квітня Київський патріархат відреагував на спроби Москви протидіяти отриманню автокефалії УПЦ, зверненням, в якому закликав вірян написати листи на адресу Вселенського патріарха й висловити в них підтримку автокефалії.
4 травня Уляна Супрун після зустрічі повідомила, що Вселенський патріарх Варфоломій відчуває тиск з боку противників ідеї автокефалії Української православної церкви.
4 травня депутати Рівненської обласної ради підготували проєкт звернення до Вселенського патріарха Варфоломія на підтримку надання православній церкві в Україні автокефалії.
8 травня Президенти України Леонід Кравчук, Леонід Кучма та Віктор Ющенко підписали Звернення до українського народу, віруючих України щодо надання Томосу про автокефалію Православної Церкви України. Вони звернулися до усіх громадян України, відповідальних політиків, громадських діячів із закликом об'єднатися навколо цієї великої мети і спільно активно працювати для створення Автокефальної Православної Церкви в Україні.
8 травня архієпископ Переяслав-Хмельницький і Вишневський УПЦ МП Олександр (Драбинко) підтримав автокефалію української церкви.
14 травня митрополит Черкаський і Канівський Софроній (Дмитрук) підписав звернення до патріарха Варфоломія про автокефалію УПЦ. Також він повідомив, що автокефалію підтримують близько 10 єпископів УПЦ (МП) з 80-ти. За його словами, серед підписантів також митрополит Овруцький і Коростенський Віссаріон (Стретович).
14 травня Делегація Синоду Вселенського Патріархату з трьох митрополитів розпочала візити в Помісні Церкви з інформуванням про українську справу. Першим відбувся візит у Афіни. Візити мають на меті інформувати про справу, а не отримувати дозвіл на її вирішення. У той же час Архієпископ Афінський Ієроним отримав лист від Московського Патріарха Кирила, де той погрожує «великим розколом» внаслідок визнання Константинополем української автокефалії. Грецькі інформовані джерела відзначають, що цей лист мав передати головний дипломат МП м. Іларіон (Алфєєв), але візит так і не зміг відбутися (очевидно, що в Афінах не дуже чекають на гостя з такими погрозами, особливо після його грецького інтерв'ю про «велику схизму». Джерела свідчать, що лист передав ієрарх «третьої Церкви» — мабуть йдеться про Албанську, адже наприкінці квітня патріарх Кирил якраз перебував у Албанії. Російське посольство в Афінах також активізувалося з церковного питання: російський посол відвідав Архієпископа Ієроніма та заступника голови МЗС з церковних питань Аманатідіса. Джерело повідомляє, що посол говорив про зацікавленість його уряду, тобто Кремля, в українському церковному питанні, «зазначивши, що для уряду це не лише церковне питання».
26 травня архімандрит Української православної церкви (Московського патріархату), колишній керівник відділу зовнішніх церковних зв'язків УПЦ (МП) Кирило (Говорун) заявив, що томос про автокефалію Української православної церкви вже написаний.
|                    | Томос вже готовий. Він вже написаний. Я навіть знаю, хто його писав - писав мій учитель в Афінському університеті, де я навчався. Це один з кращих каноністів у православному світі... І тексти, які він пише, канонічні - абсолютно досконалі. Тому я думаю, що томос буде прекрасним документом канонічності, до нього неможливо буде пред'явити ніяких претензій. Томос готовий |
| — Кирило (Говорун) | |

1 червня депутати Херсонської обласної ради підтримали звернення до Його Всесвятості Патріарха Варфоломія щодо підтримки представниками громади області бажання українців мати свою помісну автокефальну церкву. Звернення підготовлене радою церков при Херсонській обласній державній адміністрації та підписано 37-ма депутатами області.
21 червня Дніпропетровська обласна рада підтримала звернення Президента до Вселенського Патріарха Варфоломія про надання Томосу про автокефалію Православної Церкви. За це 22 червня під час чергової сесії обласної ради проголосували депутати. Звернення підписали уповноважені керівники шести політичних фракцій. Свою незгоду висловили депутати «Опоблоку».
26 червня священики Української Православної Церкви (Московського Патріархату) написали Варфоломію I листа, в якому розповіли про антиукраїнську діяльність значної частини керівництва УПЦ (МП), яке не розділяє цінності та переконання свого православного народу, що хоче мати в незалежній державі незалежну Церкву.
27 червня Почаївська міська рада підтримала звернення Президента України до Вселенського Патріарха Варфоломія щодо надання автокефалії Українській Помісній Православній Церкві. Рішення підтримали 15 депутатів, проти не було, один утримався і 9 були відсутні.
На Полтавщині упродовж травня-червня 2018 року це питання було внесено на розгляд сесій цілого ряду місцевих рад. Зокрема, депутати районних і міських органів самоврядування, об'єднані територіальні громади відгукнулися на відповідне письмове звернення  керівника Полтавської єпархії архієпископа Полтавського і Кременчуцького Федора з проханням висловити свою підтримку справі надання Томосу Вселенського Патріарха про автокефалію Православної Церкви в Україні «заради зміцнення незалежності нашої країни, духовної та національної єдності нашого народу та плідного міжконфесійного діалогу в нашій країні.» Відповідні рішення ухвалили Гадяцька, Кобеляцька, Лубенська, Полтавська районні ради, Кременчуцька міська рада. 
1 липня, виступаючи у Тронному залі своєї резиденції після поминального богослужіння з нагоди 40-го дня від упокоєння митрополита Перги Євангела, Вселенський Патріарх Варфоломій значну частину промови присвятив українському питанню. Константинополь заявив, що ніякої канонічної території Російської Православної церкви (РПЦ) в Україні не існує, а Москва у 1686 році приєднала українську церкву неканонічно і взяла більше, ніж дозволено.
4 липня російське видання «Православие и мир» надрукувало на своїх шпальтах інтерв'ю із впливовим грецьким ієрархом, стійким прихильником української автокефалії, членом Синоду Вселенської Патріархії митрополитом Елпідофором.
Увагу Укрінформу привернуло те, що інтерв'ю подається не в стандартній формі питання- відповіді, а у формі цитат, а самі запитання журналістів звучать як коментарі. Та й в цілому коментування видання зайняло більше місця, ніж відповіді спікера.
Агентство відтак замовило переклад українською мовою грецького оригіналу. Першоджерело виявилося куди красномовнішим за московську редактуру, стверджують в Укрінформі.
Владика Елпідофор, зокрема, вкотре підтвердив тезу, що надання автокефалії Помісній Церкві належить виключно до юрисдикції та відповідальності Вселенського Патріархату і Синоду Константинопольського.
За його словами, Константинополь має право надавати автокефалію, однак Вселенський Патріархат не став ігнорувати інші Церкви і вирішив їх інформувати щодо надання Томосу.
Митрополит Елпідофор також зауважив, що твердження нібито Українська Церква є дочкою Російської — хибне:
|                     | У випадку з Українською Церквою, принаймні парадоксальним і викривленим є твердження будь-кого про те, що Церква в Москві є матір'ю Церкви України. Якраз навпаки. Московська Церква є дочкою Української Церкви, яка - Українська Церква - є дочкою Вселенського Патріархату. Знаєте, що християнізація (хрещення) Русі (росів), не росіян, бо як відомо, Київська Русь - це інше, тобто сьогоднішніх українців, відбулася при Володимирі, з його наверненням. Отож, юрисдикція Вселенського Патріархату - це Україна, це Київ, а отже і мати Церква... |
| — Владика Елпідофор | |

На уточнення журналіста, що тоді не було України, митрополит Вселенського Патріархату відповів:
|                     | Була. Територія може називатися по-різному, але земля та ж сама, нас не цікавить назва, територія, нас цікавить канонічність. Можливо, називалася по-іншому, але ми говоримо про ту ж саму землю, принаймні про ту ж географічну територію. Так, Українській Церкві є матір'ю Церква в Константинополі, а Московській Церкві є матір'ю Церква в Києві. Між іншим, це було визнано і сказав сам Московський Патріарх Кирило, перебуваючи з офіційним візитом в Константинополі, що для нас Київ є наша батьківщина, є наша мати. То ж, як бачите, речі з іншої точки зору викладено. Сьогодні ніхто не може стверджувати, що Московська Церква є материнською Церквою для України. Це - історично і канонічно, і в усіх відношеннях парадоксально стверджувати щось подібне. |
| — Владика Елпідофор | |

5 липня Миколаївська обласна рада ухвалила рішення про підтримку звернення Петра Порошенка до Вселенського Патріарха Варфоломія про автокефалію Православної Церкви в Україні. У проголосованому рішенні вказано, що створення автокефальної Православної Церкви в Україні зміцнить єдність українського суспільства, усуне можливість деструктивного втручання зовнішніх сил у політичні та соціальні процеси в Україні.
6 липня на сесії Черкаської обласної ради було запропоновано винести на порядок денний звернення на підтримку автокефалії, проте це рішення не підтримали.
7 липня Полтавська обласна рада ухвалила звернення на підтримку автокефалії.
21 серпня архімандрит РПЦ Кирило (Говорун) в публічній лекції «Після Томосу» заявив що «…питання про автокефалію тієї частини української церкви, яка захоче цього, вже вирішене». За його словами РПЦ доклала величезних зусиль, щоб зупинити надання Томосу.
24 серпня на параді з нагоди Дня Незалежності України президент Петро Порошенко наголосив, що Україні необхідно отримати Томос про автокефалію Української Православної церкви.
|                   | «Не може бути вільним тіло, коли душа – в полоні. Нехай сьогодні нас почують у Константинополі, в Москві та Ватикані. Ми маємо твердий намір розрубати останній вузол, яким імперія відчайдушно намагається нас прив’язати до себе. Ми сповнені рішучості покласти край протиприродному та неканонічному перебуванню вагомої частини нашої православної спільноти у залежності від російської церкви. Церкви, яка освячує гібридну війну Путіна проти України, яка день і ніч молиться за російську владу і за військо — теж російське» |
| — Петро Порошенко | |

### Зустріч патріархів: Кирила і Варфоломія І
31 серпня зранку о 10:00 біля церкви Святого Георгія, офіційної резиденції Вселенського патріарха Варфоломія близько 50 українців просили надати автокефалію УПЦ і помолилися за неї. Після цього відбулася зустріч патріархів: Кирила і Варфоломія І. Патріарх Кирил заявив що зустріч пройшла в «братерській атмосфері». По завершенню зустрічі представник Константинопольського патріарха Варфоломія митрополит Гальський Еммануїл запевнив, що зустріч з російським патріархом не вплинула на рішення Варфоломія щодо автокефалії української церкви.
|                       | Константинопольська Церква сильна і у неї є можливості по всьому світу. Вселенський патріархат з його довгим життям і досвідом — перша церква в православній родині, він відіграє особливу роль. Тому рішення іноді виходять звідси. Головне питання, яке обговорювалося, — питання ситуації в Україні. Ви знаєте, що там розкол, що триває більше 25 років. Вселенський Патріархат вирішив використовувати всі шляхи, щоб вирішити питання надання автокефалії Українській православній церкві. Рішення було ухвалено в квітні. І ми імплементуємо це рішення. Про це було повідомлено Патріарху Кирилу під час його візиту |
| — митрополит Емануїл, | |

Того ж дня Константинопольський патріарх Варфоломій повідомив московському патріарху Кирилу про імплементацію рішення про автокефалію в Україні.
Після того, як глава РПЦ Кирило (Гундяєв) «дістав кадилом» від вселенського патріарха Варфоломія, у нього сталася «дика істерика», вважає російський публіцист, атеїст Олександр Невзоров. Так він прокоментував процес надання автокефалії православній церкві в Україні.

### Архієрейський собор у Константинополі
На відкритті Архієрейського собору Константинопольської церкви 1 вересня у Стамбулі Вселенський патріарх Варфоломій прочитав доповідь, у якій зазначив що: «Москва впродовж багатьох століть розпоряджалася Київською митрополією, православною церквою в Україні, без відома Константинополя». На Архієрейському соборі Константинопольської церкви у Стамбулі 2 вересня єпископи ухвалили що «Константинопольський патріархат може надавати автокефалію без будь-яких узгоджень».

### Призначення екзархів Константинопольським патріархом
7 вересня Вселенський патріарх Варфоломій призначив двох екзархів (представників) у Києві архієпископа Даниїла Памфілійського із США та єпископа Іларіона Едмонтонського з Канади у рамках підготовки до надання Православній церкві в Україні автокефалії. Екзархи мали взаємодіяти з українською владою і церквами для організації об'єднавчого собору.. Екзархи також мали вирішити питання існуючого в Україні церковного розколу.
17 вересня 2018 р. екзархи зустрілися з президентом України Петром Порошенком у Києві.

| Ми приїхали з надзвичайною місією. Ми представляємо особисто Вселенського патріарха Варфоломія і одночасно Священний Синод Вселенської патріархії для того, щоби продовжити працю над вже вирішеним питанням. Початок процесу надання автокефалії Українській Православній Церкві розпочався. Ми є на прямій, яка йде до фінішної лінії… Ми готові до чіткої співпраці з Українською православною церквою Київського патріархату. Звичайно, готові до діалогу і хорошої співпраці з Українською православною церквою в лоні Російської православної церкви, а також з Українською автокефальною православною церквою. У нас немає ніяких застережень до того, щоб зустрічатися з представниками різних релігійних організацій, почути їх думку і конструктивно з ними співпрацювати, і одночасно з урядовими органами влади. |
| — архієпископ Даниїл (Зелінський) |

Владика Даниїл підкреслив, що всупереч поданій в деяких ЗМІ інформації вони приїхали не для розділення православ'я в Україні, а навпаки — принести для об'єднання православних церков. Єпископ Іларіон (Рудник) зачитав послання Вселенського патріархату щодо призначення екзархів до України та передав його Президентові Петру Порошенку. Екзархи анонсували низку зустрічей з представниками релігійних організацій та урядовців.
Після зустрічі дипломат Павло Клімкін заявив про масовані кібератаки що відбуваються останні часом «на Фанар, і на Вселенський Патріархат, і на самих екзархів», зазначивши що «дійсно, для тих, хто за цим стоїть, немає нічого святого!»
Реакції та оцінки
- Росія: 8 вересня Священний синод Російської православної церкви висловив «рішучий протест і глибоке обурення»[94] і що ці дії «створюють реальну загрозу єдності всього світового Православ'я» та «є грубим нехтуванням церковних канонів, що забороняють єпископам однієї Помісної Церкви втручатися у внутрішнє життя і справи іншої Помісної Церкви (2-ге правило II Вселенського Собору; 20-те правило Трульського Собору; 13-те правило Антіохійського Собору; 3-тє, 11-те і 12-те правила Сардикійського Собору)» а призначення екзархів є «безпрецедентно грубим вторгненням на канонічну територію Московського Патріархату»[95] тому такі дії не можуть залишитись без відповіді[96]. Таку ж думку висловив Голова Синодального відділу із взаємин Церкви з суспільством і ЗМІ Володимир Легойда який зазначив що: «що Константинопольський Патріархат встав на шлях порушення канонів, які прямо забороняють єпископам однієї Помісної Церкви втручатися у внутрішнє життя і справи іншої Помісної Церкви»[97].
- УПЦ (МП): Владика Антоній (Паканич) так прокоментував призначення двох екзархів викликає в нього «Смуток і обурення одночасно… У лоні нашої Церкви віруючий народ і духовенство хвилюються, у них дуже важкі передчуття, неспокійно на серці. Ми очікуємо гіршого… на нашу Церкву чиниться великий тиск, і Матір-Церква, замість того, щоб допомогти захистити свою дочку, підливає масло у вогонь — і своїми заявами та діями сприяє ворогам канонічної Церкви»[98]. «це недружні, неканонічні дії Константинополя щодо іншої православної церкви»[99].
- КПЦ: Митрополит Гальський Еммануїл (Адамакіс) заявив, що екзархи «покликані прокласти шлях, що веде до автокефалії…Фактично, через цей процес різні гілки Української Православної Церкви можна зблизити. Основне їхнє завдання полягає в тому, щоб полегшити контакти, побудувати мости, сприяти діалогу і, нарешті, внести свій внесок в створення незалежної Церкви»[100]. Також митрополит підтвердив рішучість Фанара надати Україні автокефалію: «Я можу підтвердити, що Вселенський патріархат, пам'ятаючи про свою відповідальність як Матері-Церкви і відповідаючи на прохання українських віруючих, після глибокого аналізу питання, вирішив надати автокефалію Української Православної Церкви, щоб виправити розділення між православними віруючими у країні». Владика Еммануїл каже що скоріш за все буде сценарій, при якому екзарх спершу проводить консультації з єпископами різних православних релігійних організацій, а потім проводить собор, на якому створюється нова Церква в юрисдикції Вселенського Патріархату[100].
- Україна: Патріарх Філарет вважає що негативна реакція на призначення екзархів є «Тому що Москва розуміє: призначення екзархів означає надання томосу, це вже незворотний крок». «Коли тепер буде створена єдина Українська автокефальна церква, до неї відійде не менше половини парафій, і Московський патріархат не буде найбільшим у світі. Тобто, він вже не буде мати такого впливу. І у світовому православ'ї настане мир»[101]. Предстоятель УПЦ КП готовий прийняти в нову церкву кліриків УПЦ МП і запевняє що «Вони не чужі нам, вони для нас свої. Все, що було раніше, хто б що не говорив, все буде відкинуто і забуто»[101].
- УПЦ (МП): 14 вересня митрополит Онуфрій заявив що не буде зустрічатися з екзархами а патріарх Кирило висловив надію на те, що клір УПЦ буде «продовжувати єдино правильний шлях»[102]. Пізніше керівник справами УПЦ МП Антоній (Паканич) розказав що таке рішення було прийняте митр. Онуфрієм через те що екзархи « приїхали самочинно, і не просто, як паломники, а з чіткою метою — займатися реалізацією якихось своїх проєктів»[103].

### Невизнання анафеми Мазепі
У вересні 2018 року Вселенський патріархат після початку Надання автокефалії Українській православній церкві повідомив, що ніколи не визнавав неканонічної анафеми, яка була накладена на українського гетьмана Івана Мазепу Російською православною церквою.
«Вселенський патріархат заговорив про анафему Мазепі, тому що вона накладена на Мазепу суто з політичних мотивів. Тому що він боровся за незалежну українську державу. Щоб він не боровся — на нього наклали анафему», — сказав патр. Філарет. За словами патріарха, для того, щоб зняти анафему на нього самого — Вселенський патріарх і синод Константинопольської церкви зробили заяву про невизнання дійсною анафему на Івана Мазепу. «То була політична анафема, і це політична анафема», — говорить Філарет і додає, що Вселенський патріарх скликатиме собор для об'єднання трьох українських церков — УПЦ КП, УАПЦ і частини УПЦ МП. Але цьому передуватиме два рішення — про недійсність анафеми проти патріарха Філарета та надання Томосу про автокефалію Української Православної Церкви.
«Московський патріархат з українською церквою є найбільшою церквою в православ'ї. Коли українська церква стане автокефальною церквою і Московський патріархат скоротиться наполовину — в нього не буде підстав боротись за перше місце серед православних церков», розповів 20 вересня — Патріарх Філарет. На його думку, саме через це Москва робить все можливе, щоб протистояти визнанню автокефалії Української церкви.
|                                                                  | настала черга України, яка, я сподіваюся, отримає статус Автокефалії найближчим часом, незважаючи на існуючи перепони, і це станеться, оскільки вона має на це право |
| — 23 вересня, патріарх Варфоломій, в Церкві св. Фоки в Стамбулі, | |

Патріарх Варфоломій І сказав що: «З одного боку, це виключно її право отримати [такий] статус Автокефалії. З іншого ж, право надати [цей] статус Автокефалії належить винятково нашій Вселенській Патріархії, як це сталося з усіма новими Православними Церквами, починаючи від Росії у XVI ст. та закінчуючи Церквою Чехії та Словаччини… Нас не лякають погрози. Як я нещодавно зазначив в одній зі своїх промов, Вселенський Патріархат, ані погрожує, ані перебуває під загрозою. Однак, виконуючи святі канони,  [Вселенський Патріархат] послідовно продовжує таке надання [Автокефалії] зі свого боку, а також дотримується поважних привілеїв, які йому були надані Вселенськими Соборами. Ці канони й привілеї Вселенських Соборів, що були надані цими Соборами [нам], як Першопрестольній Церкві Константинополя, ми не зрадимо. Ми шануємо та дотримуємося цих канонів, а також будемо їх втілювати, як у випадку України, так і в будь-якому іншому, де постане необхідність».
26 вересня Екзарх Константинопольської Церкви — єп. Даниїл заявив що, мільйони Українців мають канонічне право на свою Помісну Церкву а «шлях до автокефалії є незворотним».

### Вселенська патріархія опублікувала документи
В кінці вересня 2018 року Вселенська Патріархія оприлюднила дослідження історичних церковних документів, у яких довела, що Константинополь ніколи не віддавав Київську митрополію в канонічну територію Російської Православної Церкви.

### Синод Константинопольської православної церкви 9—11 жовтня
9—11 жовтня 2018 року відбувся синод Константинопольської православної церкви, на якому було прийнято декілька рішень:
1. Підтвердити вже прийняте рішення про те, щоб Вселенський Патріархат приступив до надання автокефалії Церкві України.
2. Відновити станом на сьогоднішній день Ставропігію Вселенського Патріарха в Києві, одну з його багатьох Ставропігій в Україні, які завжди там існували.
3. Прийняти та розглянути прохання про апеляцію від Філарета Денисенка, Макарія Малетича та їхніх послідовників, які опинилися у схизмі не з догматичних причин, у відповідності до канонічних прерогатив Константинопольського патріарха отримувати такі звернення від ієрархів та інших священнослужителів з усіх Автокефальних Церков. Таким чином, згадані вище особи були канонічно поновлені у своєму єпископському або священицькому сані, також було відновлено сопричастя їхніх вірних з Церквою.
4. Скасувати зобов'язання Синодального листа 1686 року, виданого за обставин того часу, який надавав у порядку ікономії право Патріарху Московському висвячувати Київського митрополита, обраного собором духовенства та вірян його єпархії, який мав згадувати Вселенського Патріарха як свого Першоієрарха за будь-яким богослужінням, проголошуючи та підтверджуючи свою канонічну залежність від Матері-Церкви Константинополя.
5. Звернутися до всіх залучених сторін із закликом утримуватися від захоплення церков, монастирів та іншого майна, а також від будь-яких інших насильницьких дій та помсти, щоб перемагали мир і любов Христа.

Реакція та оцінки
- Україна. Президент Петро Порошенко після синоду Константинопольської церкви 11 жовтня заявив: «Рішення про надання автокефалії вже прийнято». Для України, за словами Порошенка, надання Томосу буде ще одним актом проголошення незалежності країни. «Це — падіння Третього Риму, як найдавнішої концептуальної заявки Москви на світове панування. [..] Імперія втрачає один з останніх важелів впливу на свою колишню колонію. Для нас власна церква — це гарантія нашої духовної свободи та запорука суспільної злагоди»[114]. Відомі українські політики та блогери також раділи з цих рішень, а Бирюков Юрій закликав відсвяткувати Томос «Кагором на Майдані»[115].
- Сполучені Штати Америки Спеціальний посол США з питань України Курт Волкер заявив про геополітичну поразку Кремля після рішення Константинопольського патріархату надати українським православним канонічну автокефалію та переконаний, що унезалежнення церкви в Україні стане останньою жирною крапкою в процесі історичного розлучення Києва і Москви[116].
- Росія Прес-секретар президента РФ Дмитро Пєсков, заявив, що Росія готова політико-дипломатичними заходами захищати інтереси православних в Україні, у разі якщо українській владі «не вдасться утримати ситуацію в правовому полі»[117].
- КПЦ: 16 жовтня екзарх Іларіон (Рудник) так оцінив дії Синоду та Порошенка:[118][119][120][121][122]

|                    | 11 жовтня 2018 року — цей історичний день став днем проголошення, виражаючись світською мовою, декларації про духовний суверенітет українського народу. Подібно як 16 липня 1990 року — Декларації про державний суверенітет України. [Вельмишановний Петро Олексійовичу], Ваше ім'я золотими літерами вписане з іменами правителів Київської Русі, Київської держави, Вашими попередниками — святим рівноапостольним князем Володимиром, Ярославом Мудрим — в історію України, які багато зробили для духовного розквіту свого народу. [..] Вселенський Патріархат [..] продовжує здійснювати [свою самопожертвенну місію] всупереч власним інтересам, діючи як Матір-Церква заради майбутнього своїх дітей, даруючи автокефалію від московської церкви [..] Чехії і Словаччині. А тепер настав час для православної церкви в Україні. |
| — Іларіон (Рудник) | |

|                        | Якби в Україні була одна церква, війни б не було, тому що Путін не мав би підтримки в Україні. Зараз вона у нього є — це Московський патріархат. Не просто словами, а діями допомагають, духовенство і віруючі Московського патріархату, сепаратистам і агресорам. |
| — Філарет (Денисенко), | |

### Скликання Ради безпеки Російської Федерації 12 жовтня 2018
12 жовтня 2018 року прес-служба президента Росії Володимира Путіна повідомила, що «положення Російської православної церкви в Україні після винесеного синодом Константинопольського патріархату рішення приступити до надання автокефалії церкві України, скасування грамоти 1686 року про перехід Київської митрополії під юрисдикцію Московського патріархату і заяви про відновлення ставропігії Вселенського патріархату в Києві» стало предметом обговорення оперативної наради постійних членів Ради Безпеки Росії, проведеної президентом Росії Володимиром Путіним. Прес-секретар президента РФ Дмитро Пєсков заявив, що політичний Кремль підтримує занепокоєність РПЦ щодо надання КПЦ автокефалії Українському Православ'ю. Він також додав: «У разі, якщо країни, де розвиваються події увійдуть у русло протиправних дій, то, звичайно Росія всюди захищає інтереси росіян і російськомовних, то так само, і про це неодноразово говорив Путін, Росія захищає інтереси православних».
Реакції та оцінки
- Україна: Петро Порошенко заявив, що факт обговорення церковної теми у Радбезі Росії є втручанням у внутрішні справи України і елементом гібридної агресії.[130][131]
- За словами Дмитра Тимчука, на Радбезі РФ було прийняте рішення щодо розміщення спецпризначенців ГРУ РФ під прикриттям у найбільших монастирях УПЦ (МП).[132][133]

### Свято Покрови 14 жовтня та спроби провокацій
Увечері 12 жовтня до Петра Порошенка звернулася група громадських діячів, серед яких Юрій Щербак, Дмитро Павличко, Михайло Слабошпицький. Вони запропонували українській громаді спільно помолитися 14 жовтня за Україну, її військо і єдину церкву..
Вранці 14 жовтня на Софійській площі відбулася урочиста подячна молитва.
Працівники поліції затримали 122 чоловіка спортивної зовнішності на території Києво-Печерської лаври. Група чоловіків спортивної зовнішності різного віку з ранку зосередилася на території монастиря. Затримані не чинили опір і добровільно сіли в автозаки. Група з 66 людей була відправлена в районні відділення поліції, де в них перевірять документи і відправлять додому. Решта 56 досі перебували перед входом в лавру, їх заблокували бійці полку поліції особливого призначення. Затримані стверджували, що вони семінаристи.
Згодом Дмитро Корчинський повідомив, що поліція затримала на Європейській площі Семеніхіна й ще кількох осіб.[джерело?] Також Едуард Лімонов написав цього дня, що розраховує на заворушення в лаврі.[джерело?]

### Розкол між Російською православною церквою і Константинопольським патріархатом
15 жовтня 2018 року було проведено синод РПЦ. Це перший в історії РПЦ синод у Мінську; за межами Росії синоди відбувалися раніше (наприклад, 26.07.2012 в Києві). Засідання синоду відбулося в приміщенні Мінської єпархії. Прес-секретар патріарха Кирила священник Олександр Волков заявив що синод РПЦ готує «адекватну та жорстку» відповідь на рішення КПЦ надати Томос про автокефалію. УПЦ (МП) на соборі Російської православної церкви в Мінську представляє її голова митрополит Онуфрій (Березовський), а також митрополит Запорізький та Мелітопольський Лука (Коваленко).
На засіданні Синод Російської православної церкви вирішив розірвати євхаристійне спілкування з Вселенським патріархатом.
У рішенні синоду сказано: «Відтепер і надалі до відмови Константинопольського Патріархату від прийнятих ним антиканонічних рішень для всіх священнослужителів Російської Православної Церкви неможливо співслужіння з кліриками Константинопольської Церкви, а для мирян — участь в Таїнствах, що здійснюються в її храмах».
20 жовтня офіційне керівництво Російської православної церкви (РПЦ) оголосило, що вважає Константинопольського патріарха Варфоломія «розкольником».
Реакція
- Україна Президент Петро Порошенко прокоментував рішення синоду РПЦ про розрив євхаристійного єднання словами: «Ми на правильному шляху».[146]
- На думку Євстратія Зорі, РПЦ та УПЦ (МП), як частина РПЦ, таким чином пішли на схизму[147]
- На думку диакона Андрія Кураєва, оскільки РПЦ має сопричастя з Антіохійською ПЦ, Грузинською ПЦ та іншими Православними Церквами, які в свою чергу спілкуються з т. з. РПЦ з «розкольницькою і єретичною Константинопольською ПЦ» то і сама РПЦ стає розкольницькою і єретичною.[148][неякісне джерело]
- 23 жовтня Патріарх Єрусалимський Феофіл III звернувся до Вселенського патріарха Варфоломія з листом щодо допомоги його церкві, тим самим давши чітко зрозуміти, яку сторону займає церква Єрусалиму в подіях у православному світі.[149]

### Передача Андріївської церкви Вселенському патріархату та угода про співпрацю

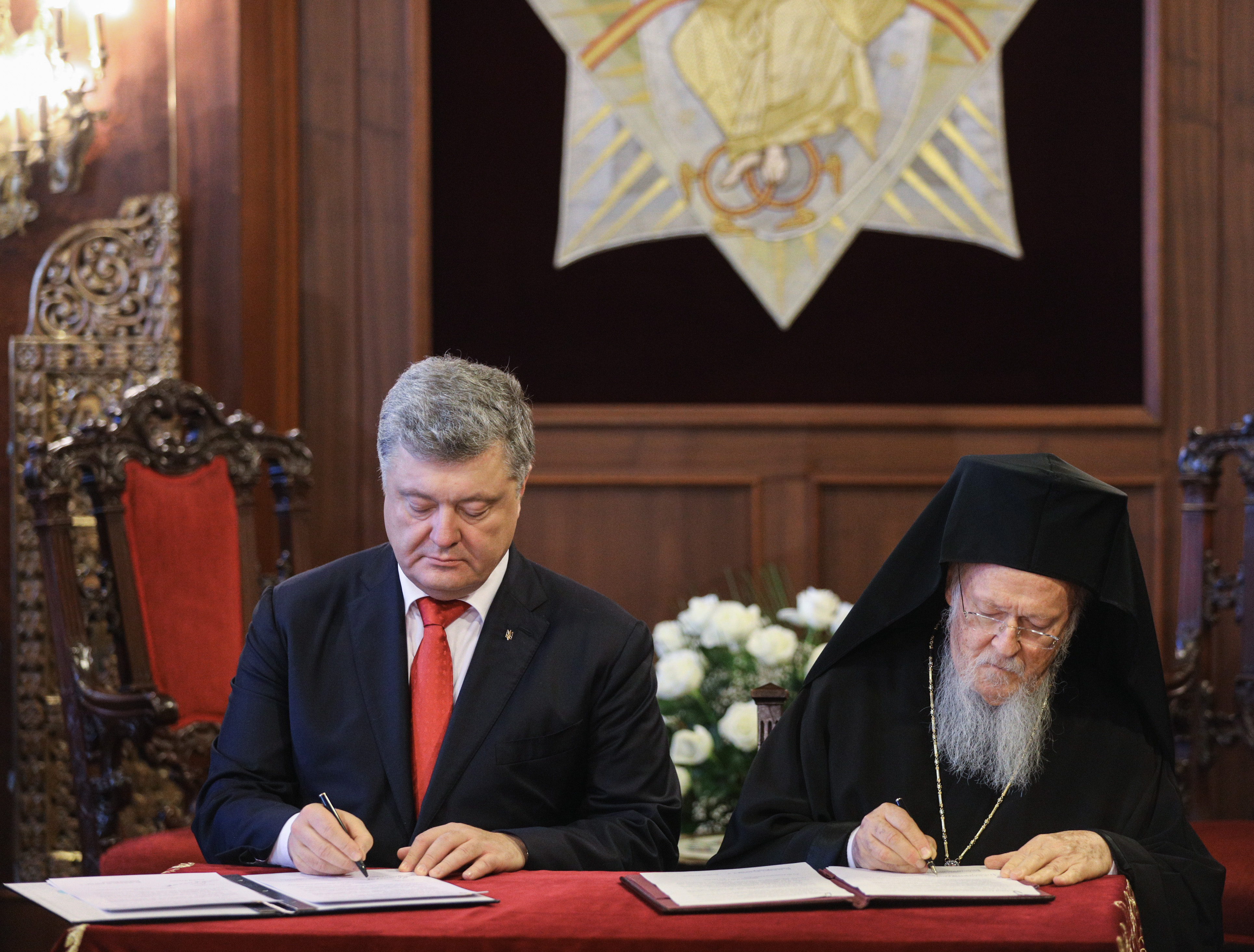
Петро Порошенко і патріарх Варфоломій підписують угоду «Про співробітництво та взаємодію між Україною та Вселенським Константинопольським Патріархатом». 3 листопада 2018.

16 жовтня Екзархи Константинопольського патріарха Даниїл Памфілійський та Іларіон Едмонтонський повернулися в Україну для продовження роботи щодо отримання автокефалії Українською православною церквою.
18 жовтня 2018 у Верховній Раді 237 голосами «за» було проголосовано законопроєкт 9208, поданий Президентом Порошенком 17 жовтня. Андріївська церква Національного заповідника «Софія Київська» передається в безоплатне постійне користування Вселенського патріархату для здійснення богослужінь і обрядів (при цьому Андріївська церква залишається в державній власності). У ній заплановане розміщення ставропігії Вселенського патріархату, яка фактично буде виконувати роль амбасади.
3 листопада президент Петро Порошенко та патріарх Варфоломій підписали угоду про співпрацю яка деталізує процес надання Томосу. «Цей договір допоможе прискорити надання автокефалії Україні. Це право отримати автокефальну церкву, яке ви мали багато років, здійснюється у ці дні» — наголосив патріарх Варфоломій. В угоді зазначено про Представництво Вселенського патріарха у Києві, яке буде в Андріївській церкві, яку Верховна Рада вже передала у користування Константинополя.

### Собор УПЦ МП 13 листопада 2018 року та зірвана зустріч єпископату з Петром Порошенком
Як було повідомлено заздалегідь президент України планував зустрітися із єпископатом УПЦ МП. Зустріч так і не відбулася. Президент чекав зустрічі в виставковому центрі «Український дім» а єпископи УПЦ МП відмовились зустрічатися з президентом на нецерковній території, тому зустріч так і не відбулася. Пізніше була опублікована заява в якій було сказано: «… Собор єпископів Української Православної Церкви підтверджує свою готовність до зустрічі з Президентом України, але на церковній території».
Собор не визнав рішення КПЦ щодо єпископа Філарета та Макарія, виступив проти втручання держави та патр. Варфоломія у справи Церкви, зазначив що проти зміни назви УПЦ та висловив погані сподівання щодо автокефалії православної церкви в Україні:
|                             | Собор єпископів наголошує, що процес надання так званого Томосу про автокефалію є штучним, нав’язаним ззовні, не відображає внутрішньої церковної необхідності, не принесе реальної церковної єдності та поглибить розділення і посилить конфлікти серед народу України. За таких умов долучення єпископату, духовенства та мирян Української Православної Церкви до цих процесів вважаємо неможливим. |
| — Із постанов Собору УПЦ МП | |

Також Собор УПЦ МП закликав КПЦ до діалогу та попросив митрополита Онуфрія звернутися до глав інших помісних церков "з приводу кризової ситуації, що склалася в церковному житті України внаслідок незаконного втручання Константинопольського Патріархату.
УПЦ МП розірвала відносини з Константинопольською ПЦ, хоч згідно її уставу вона з'єднана з іншими Помісними Православними Церквами «через Російську Православну Церкву..», тому розрив з КПЦ стався ще тоді коли почалася Московсько-Константинопольська схизма.
Митрополит Вінницький і Барський Симеон (Шостацький) — єдиний з 83 учасників Собору не підписав постанову Синоду.
Увечері 13 листопада Президент України Петро Порошенко провів зустріч з частиною ієрархів Української православної церкви Московського патріархату. Зустріч проходила у закритому режимі в Українському домі. На заході були присутні щонайменше три ієрархи УПЦ МП, серед них митрополит Переяслав-Хмельницький Олександр (Драбинко). Директор Національного інституту стратегічних досліджень Ростислав Павленко після завершення зустрічі розповів журналістам, що на ній були присутні «представники (УПЦ МП), з числа тих, хто підтримує об'єднання». Він додав, що на зустрічі обговорювались різні питання, в тому числі, президент розповів про свої переговори з Вселенським патріархом, а представники УПЦ МП висловили свою підтримку процесу отримання автокефалії церквою в Україні.
Реакція
- Софроній (Дмитрук), коментуючи роботу Синоду та Архієрейського собору, сказав що в УПЦ (МП) нині панує нездорова атмосфера.[162]
- Олександр (Драбинко) назвав рішення Собору єпископів УПЦ (МП) про засудження рішення Синоду Константинопольського Патріархату щодо встановлення юрисдикції на території України та припинення з ним євхаристійного спілкування свідченням несамостійності УПЦ (МП).[163]
- Євстратій (Зоря) висловив припущення, що керівництво УПЦ (МП) використало запрошення Президента для того, аби зібрати усіх єпископів на Собор і засудити автокефалію. Без такого запрошення значна частина архієреїв УПЦ (МП) просто не приїхали б до лаври.[164]

### Священний Синод Константинопольського Патріархату 27-29 листопада
27-29 листопада в Стамбулі Вселенський Патріархат провів засідання Священного Синоду, де, окрім інших питань, обговорювався текст Томосу про автокефалію Української Церкви. За результатами синоду було видано комюніке, у якому зазначено про створення проєкту статуту помісної православної церкви в Україні.

### Об'єднавчий собор

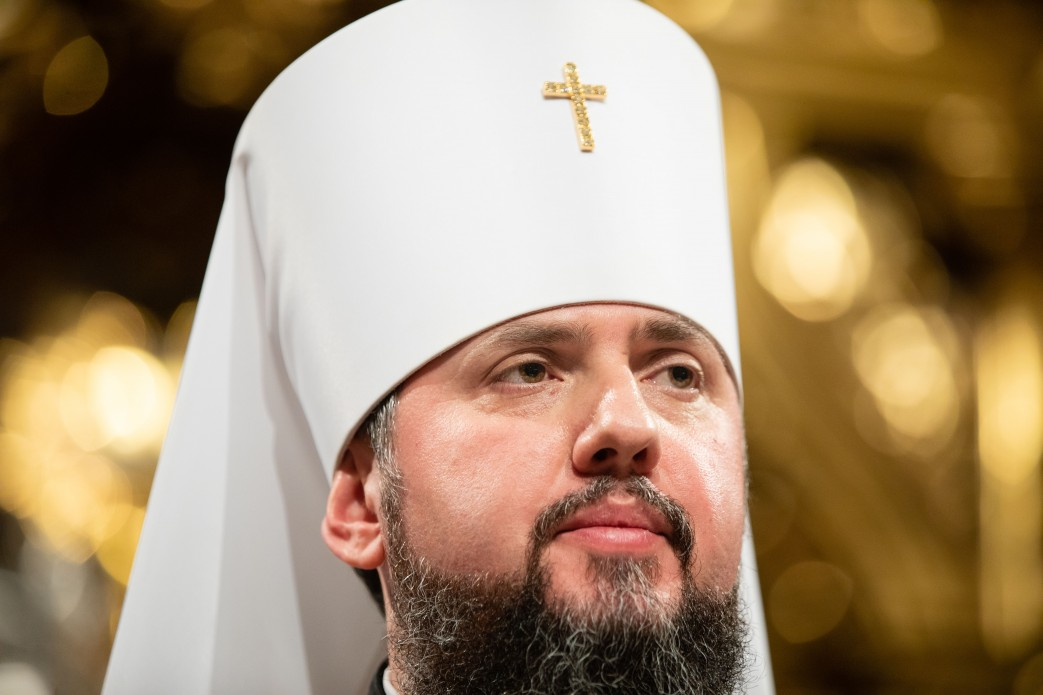
Митрополит Епіфаній в день обрання 15 грудня 2018

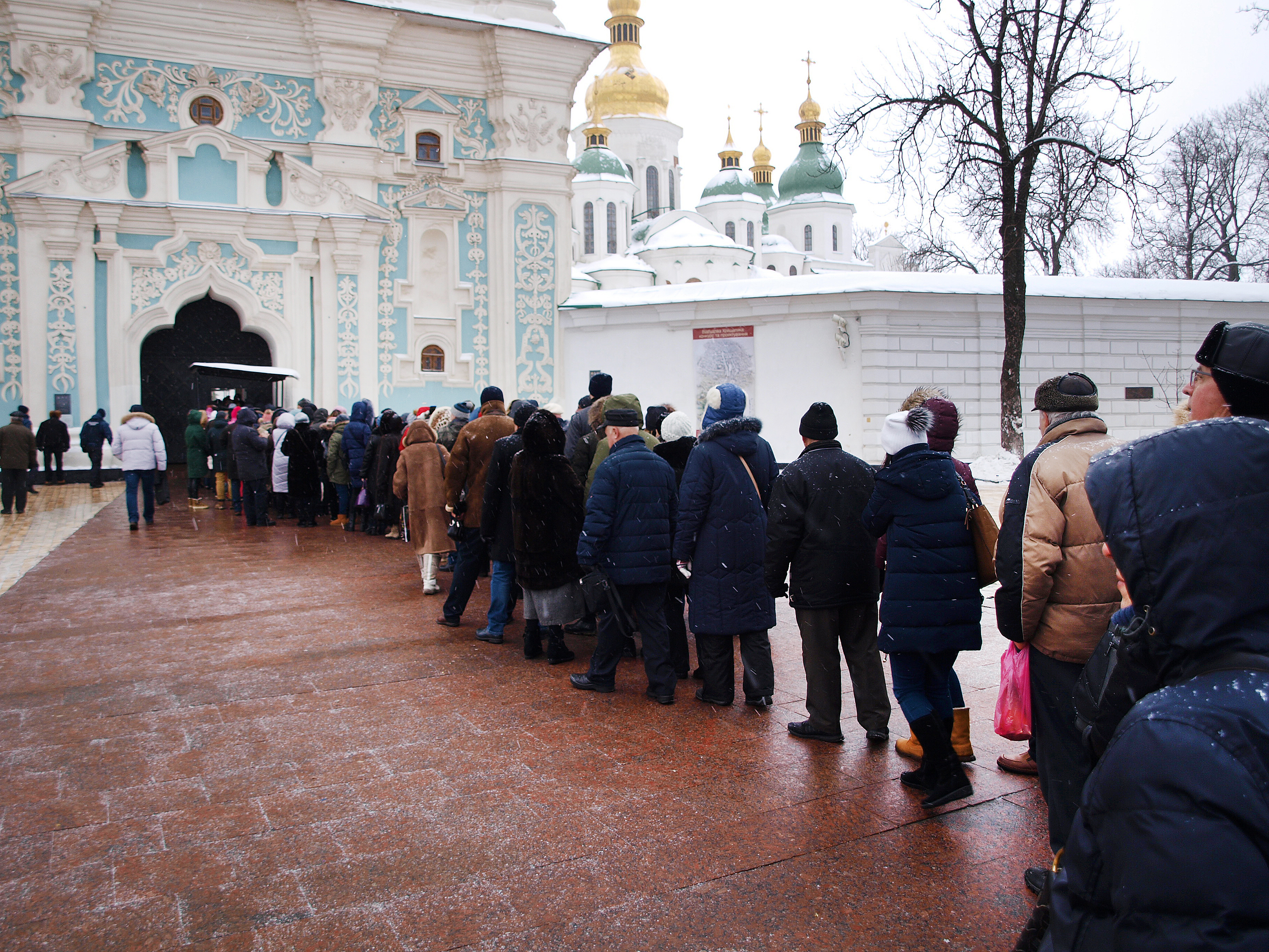
Черга до Софійського собору після прибуття томосу про автокефалію до України

У Кривому Розі декілька десятків активістів пікетували резиденцію митрополита Криворізького і Нікопольського УПЦ (МП) Єфрема (Кицая) закликаючи до автокефалії УПЦ. У них були плакати: «Ми за Томос. Єфрем — ти з нами?», «Нам потрібна наша Церква, а не Путінська», «Кривому Рогу Українська церква», «Іди від Москви, повернися в Україну, Єфреме». На воротах резиденції митрополита активісти почепили плакати із закликами переходити до нової Церкви.
Патріарх Варфоломій у своїх листах-запрошеннях закликав Предстоятеля УПЦ (МП) Онуфрія (Березовського) та інших ієрархів православних церков в Україні взяти участь в Об'єднавчим у соборі 15 грудня. Патріарх Варфоломій написав митрополиту Онуфрію, що після вибору Предстоятеля нової церкви він вже не зможе носити титул «Митрополит Київський»  котрий він все одно носив і "порушував умови офіційних документів 1686 року". У відповідь митрополит Онуфрій переслав лист-запрошення назад до Варфоломія.
Об'єднавчий собор відбувся 15 грудня 2018 року у Софійському соборі. На соборі було розпущено УАПЦ та УПЦ КП та шляхом їх об'єднання та за участі двох ієрархів УПЦ МП створено нову церкву — Православну Церкву України. Шляхом голосування новим предстоятелем обрали митрополита Епіфанія. Екзархи Константинопольської ПЦ подарували новобраному предстоятелю панагію. Титул нового предстоятеля Православної церкви України буде — Митрополит Київський і всієї України. 16 грудня (в неділю) першу літургію в якості предстоятеля ПЦУ Блаженніший Епіфаній звершив у Михайлівському золотоверхому соборі. Цього ж дня його ім'я було згадано за богослужінням Константинопольської ПЦ.
У Видубицькому монастирі Екзарх Вселенського Патріарха в Греції — Митрополит Адріанопольський Амфілохій відслужив разом з монахами ПЦУ божественну літургію. Таким чином це засвідчило Євхаристійне спілкування між церквами.

### Підписання і вручення томосу про автокефалію ПЦУ митрополиту Київському і всієї України Епіфанію
5 січня 2019 р. Його всесвятість вселенський Патріарх Варфоломій підписав Томос про Автокефалію. «Побожний український народ чекав цього благословенного дня цілих сім століть», — заявив патріарх Варфоломій після підписання. На церемонії підписання були присутні такі архієреї ПЦУ Симеон (Шостацький), Олександр (Драбинко), Михаїл (Зінкевич), Євстратій (Зоря), Димитрій (Рудюк) та інші. Серед мирян у делегації Православної церкви України за участі президента України Петра Порошенка були екс-президент Віктор Ющенко, спікер Андрій Парубій, міністр оборони Степан Полторак, міністр культури Євген Нищук, віце-прем'єр Степан Кубів, радник президента Ростислав Павленко, який курує питання автокефалії в Адміністрації президента.
6 січня у церкві святого Георгія у резиденції Вселенського патріархату в Константинополі під час святкової літургії за участю патріарха Варфоломія предстоятелю Православної церкви України Епіфанію вручили томос про автокефалію української церкви. Також митрополиту Епіфанію вручили посох і символічну пляшечку мира.
7 січня томос виставили у соборі св. Софії в місті Києві.
9 січня на Томосі поставили свої підписи всі члени Синоду Константинопольського патріархату.

#### Реакція
Президент України Петро Порошенко сказав, що вручення Томосу стало топ-новиною для провідних світових ЗМІ а реакція Москви на Томос свідчить про її слабкість.
Газета L'Opinion написала про знищення останнього містка з РФ. Radio France Internationale — пише, надання томосу «стало землетрусом в релігійній геополітиці, оскільки ставить під сумнів прагнення Путіна перетворити Росію в лідера православного світу».. Видання РБК-Україна вказало думку українців які кажуть, що після томосу « з агностиків народжуються щирі віруючі».
Прес-секретар патріарха Московського Олександр Волков заявив, що підписання томосу для України остаточно «відірвало Константинопольський патріархат від світового православ'я» Олександр Волков додав, що «підписання томосу мізерне з точки зору канонів й трагічне для Варфоломія і його прихильників, які підписали сьогодні свою духовну капітуляцію».

## Реакція
- Україна 21 квітня 2018 Відділ зовнішніх церковних зв'язків УПЦ МП оприлюднив заяву щодо звернення Президента України до Вселенського Патріарха, у яких назвала ці ініціативи перевищенням влади, а також втручанням у церковні справи.[180][181]
- 21 квітня 2018 Світовий Конґрес Українців (СКУ) закликав Вселенського Патріарха надати Томос про автокефалію Православної церкви в Україні згідно з бажанням Української православної церкви Київського патріархату і Української православної автокефальної церкви та у відповідь на звернення Президента України, яке підтримала Верховна Рада України. У листопаді 2016 р. та в січні 2018 р. Президент СКУ Евген Чолій зустрічався з Вселенським Патріархом Варфоломієм І, Архієпископом Константинополя — Нового Риму, якому передав Резолюції Річних загальних зборів СКУ 2016 і 2017 р. з закликом надати Томос про автокефалію Української Православної Церкви Київського Патріархату. У рамках зустрічей Евген Чолій також наголошував на ролі Української Церкви для духовного єднання народу України. «Світовий Конґрес Українців від імені двадцятимільйонної української діаспори закликає Вселенського Патріарха надати Томос про автокефалію Православної Церкви в Україні», — заявив Президент СКУ Евген Чолій.[182]
- Україна 22 квітня 2018 голова Інформаційного управління та речник Київської патріархії архієпископ Чернігівський і Ніжинський Євстратій прокоментував «Заяву ВЗЦЗ УПЦ» з питання надання Томосу про автокефалію. Твердження, які містяться у заяві, названі у коментарі такими, що «повністю або частково спотворюють факти, чи подають їх у невірній інтерпретації. У зв'язку з цим вони потребують роз'яснення та спростування для широкої аудиторії».[183]
- Сполучені Штати Америки 25 квітня 2018 учасники Постійної конференції українських православних єпископів поза межами України написали листа про підтримку дій, проведених Його Всесвятістю та Константинопольським Священним Синодом щодо можливого надання Томосу автокефалії Українській православній Церкві, а також відповідне звернення до духовенства, монашества та вірних Української православної Церкви в діаспорі. Звернення підписали Митрополит Української Православної Церкви Канади Юрій, Митрополит Української православної церкви США і в Діаспорі Антоній, архієпископ Української православної єпархії Бразилії та Південної Америки Єремія, Архієпископ Української православної церкви США та Західної Європи Даниїл, єпископ Української православної церкви Канади Іларіон, єпископ Української православної церкви Канади Андрій.[184]

|  | Постійна конференція Українських православних єпископів поза межами України написали відповідного листа про підтримку дій… щодо можливого надання томосу автокефалії Українській православній церкві. Ми запевнили Його Всесвятість у безустанних молитвах за нього у цьому процесі, і не тільки ієрархів, але й мільйонів українців, духовенства та вірних в Україні та за її межами. |

- Україна 29 квітня 2018 Керівник справами УПЦ (МП) Антоній заявив, що більшість українських нардепів — не християни.[185]
- Росія 29 квітня 2018 Міністерство закордонних справ Росії звинуватило українську владу в прагненні створити «кишенькову» церкву і принести в жертву «своєї русофобської політики релігійний мир».[186]
- Україна 3 травня 2018 року Ініціативна група «Першого грудня» виступила на підтримку звернення української влади з проханням до Вселенського Патріарха Варфоломія надати Томос про автокефалію Православної Церкви в Україні. Інтелектуали висловили сподівання щодо позитивного сприйняття звернення як особисто Патріархом, так і Синодом Константинопольського Патріархату.[187]
- Польща 9 травня 2018 відбувся Архієрейський собор Польської автокефальної православної церкви. Собор отримав листа від Митрополита Київського і всієї України Онуфрія про поточний стан Православної церкви в Україні. Єпископат Польської Церкви розглянув листа та висловив свою позицію. Архієреї вважають, що церковне життя канонічної Православної Церкви повинно опиратися на принципи догматичної науки — канонів Православної Церкви. Також єпископи зазначають, що порушення цього принципу приносить хаос у життя Церкви. Як і передбачалось, у питанні надання автокефалії українському православ'ю ПАПЦ зайняла вичікувальну позицію.[188]
- Сербія 10 травня Сербська Церква підтримала «мученицю» УПЦ (МП)[189]
- Росія 14 травня На засіданні Священного Синоду РПЦ, який завершив роботу у Санкт-Петербурзі, його учасники обговорили українське питання щодо автокефалії, хоча воно й не стояло на порядку денному. У підсумковій заяві було наголошено, що «неможливо допустити» такого перебігу подій. З українських ієрархів участь у ньому взяли Предстоятель УПЦ (МП) Онуфрій (Березовський) та митрополит Сімферопольський і Кримський Лазар (Швець).[190]
- Росія 28 червня голова Відділу зовнішніх церковних зв'язків Московського Патріархату митрополит Іларіон (Алфеєв) заявив, що після надання УПЦ автокефалії в Україні проллється кров і розпочнуться війни за право володіння над лаврами та храмами та звинуватив Українську православну церкву Київського патріархату у захопленні 50 храмів, які раніше належали Московського Патріархату.[191][192]
- Греція 11 липня Грецький уряд вирішив вислати двох російських дипломатів та заборонити в'їзд у Грецію ще двом. Їх звинувачують у втручанні у внутрішні справи та незаконні дії проти національної безпеки Греції. Афіни звинувачують російських дипломатів у отриманні та поширенні інформації, а також у спробі підкупу грецьких державних службовців. Через грошові винагороди вони намагались вплинути на представників муніципалітетів, митрополитів Елладської православної церкви, а також впливати на духовенство гори Афон.[193]
- Греція На початку серпня стало відомо, що Греція відмовила деяким священикам РПЦ в отриманні шенгенської візи через конфлікт між Константинополем і Москвою навколо можливої автокефалії Української Церкви.[194]
- Росія 14 вересня 2018 на своєму позачерговому засіданні Синод Російської Православної Церкви ухвалив рішення припинити молитовне поминання Святійшого Патріарха Варфоломія за богослужінням, припинити співслужіння з ієрархами Константинопольського Патріархату та припинити участь у роботі всіх органів, у яких головами чи співголовами є ієрархи Константинопольського Патріархату. Причиною такого рішення оголошено призначення Вселенським Патріархатом двох Екзархів у Київ в рамках підготовки до надання автокефалії Православній Церкві в Україні.[195]
- Україна Київський Патріархат оцінив це рішення Синоду РПЦ як безпідставне, не виправдане ані з богословської, ані з історичної, ані з канонічної точки зору.[195]
- Сполучені Штати Америки 24 вересня вважають Вселенського Патріарха Варфоломія уособленням толерантності та діалогу і підтримують прихильників української автокефалії, заявила 25 вересня офіційний представник Держдепартаменту США Хізер Нойерт[196][197].
- Україна. 25 вересня Мінкульт України заявив що Заяви синоду УПЦ МП «категоричні, нетолерантні та такі, як суперечать українським традиціям шанобливого діалогу між Церквами… виглядають спробою штучного розпалення конфлікту — замість мирного спілкування, і потуранням відчайдушним спробам російського агресора перешкодити вільному будівництву Єдиної Помісної Православної Церкви в Україні»[198].
- Росія і  Білорусь: У вересні 2018 року, Громадська Палата Союзної держави (РФ та Білорусь) видала заяву на підтримку позиції РПЦ і УПЦ (МП). Вони стверджують що Патріарх Константинопольський Варфоломій діє «всупереч церковним канонам і здоровому глузду, без оглядки на будь-чиї думки, продовжуючи посилювати розбрат і протистояння». Також вони заявили що в Україні йде релігійна війна а, «будь-яка кров в ній назавжди залишиться на руках цього закордонного діяча, дуже далекого від українського, російського і білоруського народів… Треті сили, які мають далекі від слов'янських інтереси, намагаються під надуманими приводами зруйнувати багатовікову духовну єдність православних росіян, білорусів та українців, які незалежно від політики завжди були і залишаються братами по вірі, по духу, внести розкол в найсвятіше і сокровенне»[199].
- Росія. «Логіка захисту релігійної свободи передбачає, що вибір канонічної Церкви, яка відмовилася від надання автокефалії, повинен захищатися американською дипломатією як реалізація релігійної свободи…Якщо ж хтось із цієї заяви робить висновок, що державний департамент буде підтримувати тільки той що здається „правильним“ вибором в області релігійної свободи, то таке бачення релігійної свободи і свободи взагалі не знайде ніякого розуміння ні на Україні, ні навіть в самих США», — заявив кореспонденту "Інтерфакс-Релігія…26 вересня заступник голови синодального Відділу по взаєминах Церкви з суспільством і ЗМІ Вахтанг Кипшидзе[200].
- Ватикан. висловив нейтральну позицію в справах автокефалії: «Апостольська нунціатура в Україні ще раз підтверджує позицію, багаторазово висловлену Святим Престолом, для якого питання створення однієї Української Православної Помісної Церкви є внутрішнім питанням Православної Церкви, щодо якого Святий Престол не чинив і не має наміру надавати ніякої оцінки».[201]
- Україна. 25 липня 2018 року Вадим Новинський, депутат ВР, заявив, що буде особисто захищати Києво-Печерську Лавру. Він висловив впевненість у тому, що томосу надано не буде. Він також висловив припущення, що можливо буде наданий якийсь інший документ, і сказав, що частка людей, які перейдуть до нової церкви буде незначною і назвав їх зрадниками.[202]
- Фінляндія Предстоятель Фінляндської Православної Церкви архієпископ Лев сказав, що «Українці мають право створити власну церкву, як мали право фіни 100 років тому»[203].
- Україна 11 січня 2019 року у етері каналу «Прямий» Юрій Сиротюк — заступник Голови ВО «Свобода», очільник недержавного аналітичного центру «Українські студії стратегічних досліджень», депутат Київської міськради від об'єднання націоналістів, нагадав, що створення єдиної помісної української церкви — це давня вимога українських націоналістів і що Томос — це геополітична катастрофа Росії, через яку вона втратила духовний вплив на Україну.[204]
- Україна 24 серпня 2020 року п'ятий президент України, лідер «Європейської Солідарності» Петро Порошенко під час виступу на акції «З незалежністю не жартують» назвав Томос справжньою геополітичною катастрофою для усієї Росії[205].

## Процеси

### Протидія

#### Візит делегації УПЦ (МП) до Стамбула у грудні 2017
16-17 грудня 2017 у Стамбулі перебувала делегація на чолі з керівником справами УПЦ (МП) митрополитом Антонієм. До делегації входили також народний депутат України від «Опозиційного блоку» Вадим Новинський і заступник голови відділу зовнішніх відносин УПЦ (МП) протоєрей Микола Данилевич. У Стамбул ця делегація прибула на приватному літаку Новинського. У Стамбулі делегацію супроводжував заступник генерального консула Російської Федерації в Стамбулі Дмитро Євдокимов. Делегація намагалася домовитися про зустріч з Вселенським Патріархом Варфоломієм предстоятеля УПЦ (МП) Митрополита Онуфрія. Вадим Новинський, крім того, пропонував своє «спонсорство» Вселенському Патріарху.
Поширена митрополитом Антонієм і протоієреем Миколою Данилевичем інформація за результатами вищевказаного візиту про нібито незмінну позицію Вселенського Патріарха щодо визнання в Україні виключно УПЦ (МП), як «єдиної канонічної православної конфесії», не відповідає дійсності. Члени делегації ніяких обіцянок і гарантій щодо привілейованого становища УПЦ (МП) в Україні від Вселенського Патріарха не отримали.
28 квітня 2018 церковне начальство Української православної церкви Московського патріархату попросило вірян надсилати листи до Вселенського патріарха Варфоломія з проханням не надавати Томос про автокефалію Українській православній церкві. На єпархії УПЦ МП надійшли десятки тисяч бланків листа до Вселенського патріарха, які треба заповнити за наданим зразком. Вірянам пропонується звернутися до патріарха з проханням «не узаконювати розкол» та висловити протест проти створення Єдиної помісної на основі «розкольницьких угрупувань УПЦ КП та УАПЦ».
4 травня 2018 в Варшаві перебував народний депутат України Вадим Новинський, який в контексті поставленого з Москви завдання створення «ініціативної групи» з блокування надання автокефалії Українській церкві зустрічався з єпископом Польської автокефальної православної церкви митрополитом Саввою (митрополит Варшавський). Останній продовжує зберігати проукраїнську позицію (від 2008 р — почесний доктор богослов'я Київської духовної академії).
Разом із Новинським, як і під час його попереднього візиту до Стамбула, в Польщу прибули керівник справами УПЦ МП митрополит Антоній й інші представники, в тому числі заступник голови відділу зовнішніх зв'язків УПЦ МП протоєрей Микола Данилевич.
Завданням делегації було переконати митрополита Варшавського в «недоцільності» надання автокефалії Українській церкві. Також обговорювалося прибуття 19-20 травня до Варшави делегації Константинопольського патріархату. Цей візит викликав невдоволення духовенства Польської православної церкви.
5 травня 2018 в монастирі святого великомученика Георгія у Каїрі Блаженнійший Патріарх Александрійський і всієї Африки Федір II приймав голову ВЗЦЗ РПЦ митрополита Волоколамського Іларіона, який прибув до Єгипту з благословення Святійшого Патріарха Московського Кирила.
6 травня Іларіон вже зустрівся з архієпископом Кіпрським. 7 травня — з патріархом Єрусалимським. Предмет термінових і швидкоплинних перемовин — Україна.
6 травня 2018 з'явилася інформація, що розпочату в УПЦ (МП) кампанію зі збору підписів проти української автокефалії намагаються перекинути на нецерковне середовище. У самій церкві рядові священики скаржаться на тиск з боку церковної адміністрації, яка нав'язує їм збір підписів. Зокрема, за повідомленням депутата міськради Кривого Рогу Миколи Колесника менеджери компанії «Метінвест» (Кривий Ріг, Дніпропетровська обл.) обходять підлеглих з друкованими зверненнями до Вселенського патріарха Варфоломія проти надання автокефалії Українській Церкві. Підписні листки бачили на Центральному та Південному гірничо-збагачувальних комбінатах. Власниками «Метінвесту» є Рінат Ахметов і Вадим Новинський. Останній є найбільшим меценатом УПЦ (МП).
7-8 травня 2018 року до секретаріату Вселенського Патріарху Варфоломія I представники партії «Солідарність жінок України» привезли 10 тисяч звернень від вірян УПЦ (МП) проти автокефалії Української Церкви.
23 червня 2018 року Новинський привіз чартером делегацію УПЦ МП на переговори до Варфоломія. Під час прес-конференції виступ митрополита Еммануїла Гальського з грецької було перекладено зі свідомим викривленням змісту, а саме прибрано згадку Константинопольської Матері-Церкви, оскільки МП вважає нею РПЦ.
27 червня 2018 року з'явилася інформація, що у разі негативного для Москви рішення щодо Української помісної православної Церкви, Росія готує провокації.
|                 | Вже опрацьовуються питання щодо створення загонів самооборони, які будуть розміщуватися на території церков і монастирів УПЦ (МП), а також груп провокаторів, які будуть діяти з радикально “патріотичних” позицій для здійснення провокацій та нападів на об’єкти і представників УПЦ (МП) |
| — Дмитро Тимчук | |

За його словами, Москва готова здійснити будь-які дії — від залякування до фізичного впливу — на представників православних церков, які готові підтримати цю ініціативу.
Див. докладніше: Казаки-разбойники: итоги [Архівовано 29 червня 2018 у Wayback Machine.](рос.)
|                 | Серед вищого духовенства РПЦ вже поширюється інформація про те, що в разі подальшої підтримки Патріархом всієї Грузії Ілією II процесу надання автокефалії православній Церкві України, “його стан здоров’я може різко погіршитися”. У той же час, главі Сербської Православної Церкви Патріарху Іринею передано $250 тисяч під виглядом “благодійної допомоги”. Також, Сербській Патріархії Москва надасть допомогу в реставрації низки об’єктів |
| — Дмитро Тимчук | |

Народний депутат від Опоблоку Вадим Новинський на зустрічі з міністром закордонних справ Туреччини намагався переконати офіційну Анкару протидіяти процесу надання Томосу про автокефалію Українській Церкві.

### Погрози розколом світового православ'я та повномасштабною війною в Україні
Патріарх Сербський Іриней назвав надання акт надання томосу УПЦ «дуже ризикований, навіть катастрофічний» для єдності Святого Православ'я, а УПЦ КП називає розкольниками. Патріарх Іриней надіслав Вселенському патріарху Варфоломію листа, в якому він обґрунтовує твердження, що виключно Російська церква має канонічне і історичне право на керування Церкви в Україні і застерігає Варфоломія від втручання в українські, македонські та чорногорські церковні питання.
На заяву Петра Порошенка про намір розірвати зв'язки з РПЦ, протоієрей УПЦ МП Микола Балашов відповів: «Дивно чути, як у відчайдушній спробі утримати владу самовпевнений політик, якого не підтримує і десята частина народу, намагається вигадати для нього, для церкви, свій новий лад, свої нові нечувані „канони“, вказати йому, що для природно, а що — ні». Також він заявив, що «на віки» буде існувати єдина митрополія і єдина церква, «яка об'єднує усі народи, що ведуть свій рід з Хрещення Русі».
5 вересня священник з РПЦ розповів, про хабарі РПЦ і як до Константинопольського патріарха їздять з домовленостями і підкупами.
7 вересня митрополит Запорізький і Мелітопольський Лука відвідав Єрусалим та зустрівся з Єрусалимським патріархом Феофілом III, той в свою чергу негативно відгукнувся про автокефалію: "… Глобалізація має своєю головною метою — перш за все руйнування Православної церкви. Щупальці глобалізації намагаються проникнути і в Церковне Тіло, щоб його зруйнувати. Це відбувається по всьому світу, в тому числі і в Україні. Втручання політиків у справи Церкви, представників однієї Церкви в справи іншої під впливом політиків — це ознаки такого процесу… ".
8 вересня митрополит Іларіон (Алфеєв) заявив про розкол в разі надання автокефалії Українській церкві: «Якщо Константинополь доведе до кінця свій підступний план надання автокефалії. Що це буде означати? Це буде означати, що автокефалію отримає якась група розкольників. Канонічна церква цю автокефалію не прийме. Ми в російській церкві цю автокефалію не визнаємо. Нам не залишиться нічого, крім як розірвати спілкування з Константинополем …А це означає, що Константинопольський патріарх вже не матиме ніякого права називатися, як він зараз себе іменує, главою 300-мільйонного православного населення планети. Принаймні, половина цього населення його не буде взагалі визнавати. По суті справи, своїми діями він розколе все світове православ'я…» Владика пригрозив кровопролиттям на релігійному ґрунті: «Якщо Українську православну церкву будуть викривати як церква „країни-агресора“…, якщо її позбавлять законних прав, то можна очікувати чого завгодно. Можна очікувати, що розкольники захоплять великі монастирі, такі як Києво-Печерська лавра, Почаївська лавра. Тоді православні віруючі, звичайно ж, виступлять на захист цих святинь — і можна очікувати, що проллється кров». Він впевнений що «більшість православних вірян у країні проти автокефалії, вони хочуть залишатися разом з Російською православною церквою», а майбутня автокефальна церква буде насаджувати цінності, які спричинять «лібералізацію моралі». Всупереч запевнень щодо вільного віросповідання та вибору юрисдикцій для вірян владика Іларіон все ж вважає що якщо автокефалія буде «надана тим, хто зараз є розкольниками, то проти канонічної церкви буде розв'язана справжня, повномасштабна війна. Будуть прийняті законопроєкти, щоб позбавити її нерухомості, для того, щоб позбавити її юридичного статусу». Користувачі соціальних мереж відзначають, що митрополит Іларіон у своїй полеміці з Константинополем перейшов на використання чуток та фейків. Він спростовує думку про те що Москва втратить половину фінансових доходів при автокефалії УПЦ: «Питання церковної єдності взагалі невірно пов'язувати з якими б то не було фінансовими розрахунками». Він вважає що Московському патріархату не слід боятися ізольованості від інших помісних Церков.
Патріарх Філарет вважає, що «Протистоянь хоче Москва, вона їх вигадує навіть там, де їх не існує. Тому не виключено, що будуть провокації щодо Собору. Але наша мета — провести все мирно, вільно, без насильства. Для нас це принципова позиція, тому що нам важливо зберегти державу. Розбрат у церкві — розбрат у державі. А ми хочемо об'єднувати українське суспільство. Нам краще потерпіти, але насилля не проявляти. Тому якщо якась парафія не захоче переходити в єдину церкву — будь ласка, залишайтеся в російській церкві, це ваше право, ми не претендуємо». «Релігійна боротьба — це привід для Путіна втручатися у внутрішні українські справи, тобто захищати православну церкву. Ми навпаки не хочемо щоб цей процес об'єднання був пов'язаний з насиллям. Не хочуть вони в українську церкву переходити, хай залишаються в російській церкві».
12 вересня владика Антоній (Паканич) в інтерв'ю заявив: «Вселенський Патріархат робить багато помилок — і це спричиняє нам біль…Стійкі і вперті спроби Вселенського Патріархату залікувати розкол в Україні шляхом надання автокефалії не ліки, а отрута як для канонічної Церкви в Україні, так і для всього Вселенського Православ'я… я повинен без перебільшення вказати, що ця ідея має схизматичний характер з самого її початку». Владика вважає що законний предстоятель Онуфрій вже є і через це плани вселенського патріарха зробити паралельну ієрархію він розцінює як розкол на щонайближчі роки або й століття і прирівнює його до відокремлення митрополита Філарета від РПЦ. В разі перейменування УПЦ МП на РПЦвУ владика каже що згідно із соціальною концепцією РПЦ «Церква може звернутись до своїх чад із закликом до мирної громадянської непокори».
17 вересня стало відомо про заяву Митрополита Елладської Церкви Серафима де він закликав Патріарха Варфоломія своїми діями в Україні не провокувати розкол світового Православ'я бо «Гріх розколу не змивається навіть мученицькою кров'ю».
Патріарх Філарет не вірить в довгостроковий розкол та запевняє що він та Варфоломій І передбачав такі кроки з боку РПЦ тому «Ніякого „розділення“ не буде. Просто Москва припинить молитовне єднання з Вселенським патріархом і з Українською автокефальною церквою. На свою сторону Москва може схилити ще дві-три церкви…які не були присутні на Всеправославному соборі на Криті у 2016 році. Це Болгарська, Грузинська, Антіохійська церкви. Можливо, і Сербська церква, хоча вона на тому Соборі була. Але, у будь-якому випадку, це все буде тимчасово. Потім всі перераховані мною церкви визнають автокефалію Української церкви і повернуться до молитовного єднання з усім православ'ям — якщо і підуть на тимчасовий розрив… РПЦ буде триматися довше, але рано чи пізно теж буде змушена повернутися в єдине світове православ'я». «навіть якщо вони (Московський патріархат) розірвуть [євхаристійне єднання] — то ненадовго, тому що вони опиняться в ізоляції. Московський патріарх вже не буде найбільшою церквою православ'я, бо є така ж українська церква» — каже Патріарх Філарет.
Протоієрей Всеволод Чаплін вважає що «50 % відмовляться йти в цю нову автокефалію…якщо чисто гіпотетично уявити собі, що всі українські православні парафії об'єднаються і ще прихоплять до себе частину греко-католиків, то за кількістю дійсно може виявитися навіть більше, ніж в Росії».
"Я дуже сподіваюся, що ці посли з Константинополя захопили з собою комплект «ЕГЗ» — «рос. электрогубозакатывателя». — жартує диякон Андрій Кураєв у коментарі газеті «Взгляд». — "З нього так і пре переконання в тому, що він безальтернативний, що тільки він і повинен стати новим українським патріархом. Я вважаю це вкрай малоймовірним, так само як і ті темпи і ту схему, яку виклав Філарет.
Владика Антоній (Паканич) вважає надання автокефалії Українській Церкві незаконними та антиканонічними діями. «Я знаю, що не тільки наша церква не визнає цього, а й інші помісні православні церкви» — заявив він.
Архієпископ Львівський і Галицький (УПЦ МП) Філарет заявив на Успенських читаннях про необхідність церковної єдності в Україні. «Якщо ми не захочемо війни, то її і не буде». Законна автокефалія приведе до того, що люди, які наразі перебувають в схизмі, приєднаються до Церкви. Ми мусимо іти назустріч цим діям. Дуже важливим є міжконфесійний мир. Також важлива підтримка держави щодо свободи вибору для людей.

### Синод Російської Православної Церкви
14 вересня 2018 року в Патріаршій і Синодальній резиденції в Даниловому монастирі в Москві відбулося позачергове засідання Священного Синоду Російської Православної Церкви на якому було вирішено: призупинити молитовне поминання Патріарха Константинопольського Варфоломія за богослужінням та припинити співслужіння з ієрархами Константинопольського Патріархату; призупинити участь Руської Православної Церкви в усіх Єпископських зборах, богословських діалогах, багатосторонніх комісіях та інших структурах, в яких головують або співголовують представники Константинопольського Патріархату; прийняти особливі прохання за УПЦ МП та раніше видану заяву про глибокий протест через дії Константинополя.

### Синод УПЦ Московського Патріархату 25 вересня 2018р.
25 вересня 2018 року в резиденції Предстоятеля УПЦ на території Свято-Успенської Києво-Печерської Лаври відбулося чергове засідання Священного Синоду Української Православної Церкви на якому єпископи разом з митр. Онуфрієм соборно висловили «занепокоєння призначенням Константинопольським Патріархатом „екзархів“ до Києва». Синод вважає це призначення грубим втручанням у внутрішні справи УПЦ МП та порушення її канонічної території. Синод УПЦ закликав Патріарха Константинопольського Варфоломія І «припинити втручання у внутрішні справи Української Православної Церкви та не порушувати її канонічну територію». Діяльність «екзархів» Константинопольського Патріархату УПЦ МП визнає як «антиканонічною та такою, що порушує міжконфесійний мир в Україні». Також було сказано що екзархи мають покинути канонічну територію УПЦ а вірянам молитись за збереження єдності Святого Православ'я." В журналі № 18 йшлося що «законопроєкти № 4128 (про зміну підлеглості релігійних громад), 4511 (про особливий статус релігійних організацій), 5309 (про зміну назви релігійних організацій) мають на меті юридичну ліквідацію Української Православної Церкви, шляхом її рейдерського захоплення через зміну назви, протиправне втручання в органи управління та захоплення майна (святинь, храмів та монастирів)» а будь-які примушування до зміни назви є «незаконними та кваліфікуються як втручання у внутрішні справи Церкви». Синод застерігає, що прийняття цих законопроєктів «штучно розділить людей та зробить чужими у своїй країні мільйони громадян України, які є віруючими УПЦ» тому синод закликав усіх учасників, які працюють над цими законопроєктами, відмовитися від них як таких, що суперечать Конституції України та є антицерковними.
В'ячеслав Кириленко заявив що таким рішенням синоду Московський патріархат сам провокує міжконфесійну ворожнечу. Будь-яка церква не може зневажати думки більшості православних України, які підтримують надання Томосу. УПЦ МП стала на шлях самоізоляції.
Протоієрей Владислав Ципін вважає що змагання за автокефалію це всього лише «Дії націлені на продовження влади українських політиків, які здійснили державний переворот в Києві і увели країну в громадянську війну…значна більшість єпископату, духовенства і мирян канонічної Української Церкви дорожить узами, які з'єднують її з Церквою Російською, дорожить своєю приналежністю до російського світу; до відокремлення від нього, до відділення не прагне, а значить, немає канонічно значимого приводу для заснування нової автокефалії».
«Розкажіть нам спочатку, як ви християнізуєте Туреччину свою рідну, а потім вчіть українських єпископів приводити до віри народ, який вийшов з-під 70-річного атеїстичного гніту», — заявив 26 вересня глава прес-служби УПЦ МП Василь Анісімов.[неякісне джерело]  Того ж дня глава Відділу зовнішніх церковних зв'язків УПЦ митрополит Луганський і Алчевський Митрофан заявив, що екзархи що прибули до Києва своїми висловлюваннями вводять громадськість в оману.[неякісне джерело]
«Глава канонічної Церкви в Україні — це наш Блаженніший митрополит Онуфрій, благословенна Богом людина і справжній монах», — сказав патріарх Феодор II, звертаючись до віруючих УПЦ МП після молебню про єдність православ'я в Спасо-Преображенському соборі Одеси, куди він прибув 27 вересня з дружнім візитом.[неякісне джерело]

### Протидія Синоду Константинопольської ПЦ 9-11 жовтня 2018р.
«Константинопольський патріархат свідомо стає на шлях розколу світового Православ'я. Патріарх Варфоломій проігнорував заклики Помісних Церков скликати нараду Предстоятелів з метою вироблення спільного й соборного вирішення українського церковного питання і в односторонньому порядку прийняв дуже серйозні, але хибні рішення… В реальності для нашої Церкви нічого не змінилося. Ми були, є і залишаємося єдиною канонічною Церквою в Україні. Ми не визнаємо ставропігії, створення якої проголосили з Фанару. Прийнявши в спілкування розкольників, Патріарх Варфоломій не робить їх канонічними, а сам стає на шлях розколу. Розкольники залишилися розкольниками. Ніякої автокефалії і Томосу вони не отримали. І схоже на те, що вони втратили навіть ту незалежність, хоч і неканонічну, яку мали і на якій завжди наголошували. Хочемо звернути увагу нашого духовенства та мирян, що розкольники як були безблагодатними, так і залишилися. А відповідно, співслужити й молитися з ними заборонено…» — заявив владика УПЦ МП Антоній (Паканич).
Митрополит Іларіон (Алфеєв) вважає, що КПЦ діє за вказівкою США: «Америка явно зацікавлена не тільки в ослабленні Росії, але і в ослабленні Російської Православної Церкви. Тому ми не сумніваємося, що Сполучені Штати стоять за діями Константинопольського патріархату».
«Спроба легалізувати розкольників повинна бути рішуче засуджена» — Предстоятель Церкви Чеських Земель і Словаччини Блаженніший Митрополит Ростислав.
Архієпископ УПЦ МП Климент (Вечеря) порівнює відновлення Київської митрополії під владою Константинопольської ПЦ з анексією Криму.

#### Реакція
«Подобається чи ні нашим російським братам, але рано чи пізно вони повинні будуть прийняти рішення, які прийняв Вселенський патріарх, тому що у них немає іншого вибору» — патріарх Варфоломій.

### Візити ієрархів РПЦ до інших церков для протидії надання автокефалії УПЦ
Керівник Управління Московської Патріархії із закордонних установ архієпископ Віденський і Будапештський Антоній (Севрюк) 14-15 листопада відвідав з робочим візитом Словаччину і Чехію. 15 листопада, голова Відділу зовнішніх церковних зв'язків Московського Патріархату (ВЗЦЗ МП) митрополит Волоколамський Іларіон (Алфеєв) прибув до Каїра, а  вже 17 листопада —  до резиденції Антіохійського Патріархату у Сирії. Обидвоє вели діалог з предстоятелями Чеської, Олександрійської  та Антіохійської Церков на тему надання автокефалії Україні.

### Синод УПЦ МП 7 грудня 2018 року
Священний Синод УПЦ (МП), засідання якого відбулося 7 грудня в Свято-Успенській Києво-Печерській Лаврі, постановив, що Константинопольський Патріарх не має жодного канонічного права скликати будь-яке зібрання в Україні (Журнал № 41).

### Листи патріарха Кирила
Патріарх РПЦ Кирило (Гундяєв) надіслав листи генеральному секретарю ООН Антоніу Гутеррішу, Папі Римському Франциску, а також канцлеру Німеччини Ангелі Меркель та президенту Франції Еммануелю Макрону з проханням захистити вірян та єпископат УПЦ МП від «тиску і гонінь».

### Судові подання в Україні
У жовтні 2018 року громадська організація «Неурядова організація верховенство права» подала до суду через відсутність повноважень у Президента Україна втручатися у діяльність церкви та релігійних організацій, зокрема, шляхом підписання та направлення звернення до Вселенського патріарха Варфоломія про надання Томосу про автокефалію Православної церкви Україні. Наприкінці березня 2019 року Окружний адміністративний суд міста Києва відмовив у задоволенні цього позову.

## Законодавство
У Верховній Раді перебувають законопроєкти № 5309 («щодо назви релігійних організацій») та № 4128 («щодо зміни релігійними громадами підлеглості»), покликані впорядкувати деякі організаційні питання.
3 листопада 2018 р. Президент України і Вселенський Патріарх підписали угоду про співпрацю

### Юрисдикція
Архієпископ Тельміський Йов (Геча) заявив, що Білоруська православна церква теж може отримати автокефалію за сценарієм української, оскільки свого часу була частиною Київській митрополії.
Після рішення синоду Вселенського патріархату про скасування юрисдикції Російської Православної Церкви над українським єпископатом всі православні архієреї України (зареєстровані релігійні організації в Міністерстві Юстиції України) вважаються служителями Вселенського престолу, незалежно від того, до якої Православної Церкви вони належали до того, через що мають чекати на розпорядження Вселенського патріархату щодо своїх подальших дій.

### Титулування
Керівника релігійної організації УПЦ МП попереджено, що після 15 грудня 2018 року, виборів предстоятеля Української церкви, представники Московської Патріархії не зможуть еклезіологічно й канонічно носити титул митрополита Київського, що використовують вони зараз порушуючи умови офіційних документів 1686 року.[неякісне джерело]

## Увіковічнення пам'яті
Національний банк створив пам'ятні монети з нагоди надання Томосу про автокефалію ПЦУ. В обіг їх введено 25 березня 2019 року. Їх відкарбував український Монетний двір.

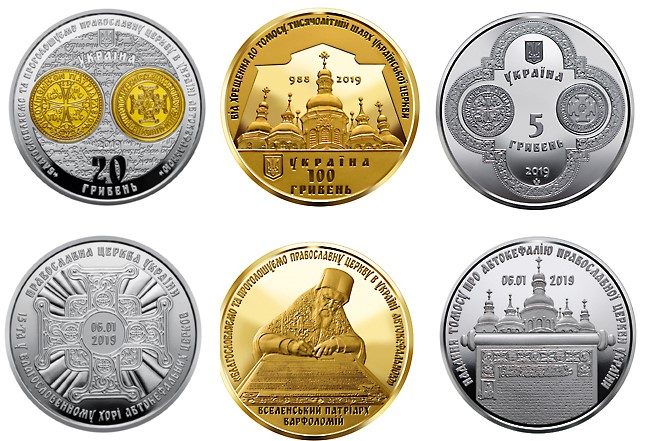
Монети присвячені події, яка є ствердженням великої історичної справедливості, гарантією духовної свободи нашого народу.

Копії томосу продемонстрували по різним куткам України та навіть відвезли в Антарктиду.

## Цікаві факти
На Всеправославному соборі на о. Крит 21 червня 2016 року РПЦ була звинувачена в єресі етнофілетизму (див. Вселенські собори); звинувачення проголосив кіпрський архієпископ Хризостом II[неякісне джерело][перевірити][неякісне джерело].
У процесі вирішення надання Томосу українському православ'ю виявилося, що Російській православній церкві Вселенський патріарх ніколи не надавав Томосу щодо автокефалії.
Нинішнє надання Томосу Українському Православ'ю передбачає прийняття канонічних умов Вселенського Патріарха (КПЦ) офіційно зареєстрованими релігійними організаціями в Україні в його юрисдикції (УПЦ КП, УАПЦ, УПЦ МП) для формування на основі певної конфесії ініціативної групи скликання Всеукраїнського помісного собору, організації єдиної помісної Православної Церкви в Україні.[джерело?] За цих умов, на канонічній території Вселенського Патріарха в Україні, при відсутності згоди з Вселенським Патріархом будь-якої православної конфесії, даватиме підстави оголошувати її неканонічність (нелегітимність), сектантство, єретичність (з вимогами виправити недоліки враховуючи авторитет Вселенського, Всеправославного собору).[джерело?]
Прецедентом нинішніх подій з участю державних службовців України є скликаний Костянтином Великим Перший Нікейський собор та історія Міланського едикта. Так само, як сприяння Юзефа Пілсудського отриманню автокефалії Польської православної церкви (яка так само була частиною Київської митрополії).[джерело?]
У ЗМІ Росії обговорили отруєння осіб причетних до надання Томосу Українському Православію для вигоди політики РПЦ, як практики вирішення масштабних проблем Росії в світі (Іщенко Р. В.).[неякісне джерело]